# Apollo 15
Apollo 15 (26 juillet 1971 - 7 août 1971) est la cinquième mission ayant pour objectif de déposer un équipage à la surface de la Lune. Cette mission fait partie du programme Apollo (1961-1975) de l'agence spatiale américaine, la NASA mis sur pied dans le contexte de la course à l'espace à laquelle se livrent les États-Unis et l'Union soviétique. Par rapport aux missions précédentes, Apollo 15 bénéficie d'un lanceur Saturn V plus puissant. Sa capacité accrue permet notamment de prolonger le séjour des astronautes à la surface de la Lune (67 heures), de disposer d'un véhicule, le rover lunaire augmentant le rayon d'action durant les sorties extravéhiculaires et de ramener une masse plus importante d'échantillons de sol.
L'équipage d'Apollo 15 est composé de David R. Scott (né en 1932), commandant, James B. Irwin (1930-1991) et Alfred M. Worden (1932-2020), resté en orbite lunaire. Scott et Irwin posent le module lunaire Apollo le 30 juillet 1971 près du Mont Hadley dans les Monts Apennins au sud-ouest de la mer des Pluies. Au cours de leur séjour dans cette région au relief spectaculaire, ils effectuent trois sorties extravéhiculaires d'une durée totale de 19 heures durant lesquelles ils parcourent 28 kilomètres et récoltent 77 kilogrammes de roches lunaires. Comme les équipages précédents, ils installent près de leur site d'atterrissage un ensemble d'instruments ALSEP. Revenus en orbite lunaire, les astronautes libèrent un petit satellite scientifique et Worden effectue une sortie extravéhiculaire pour récupérer les films des instruments situés dans le module de service. La mission Apollo 15 remplit tous ses objectifs scientifiques et l'intérêt du rover lunaire est confirmé.

## Contexte

### Le programme Apollo
Le programme Apollo est lancé par le président John F. Kennedy le 2 mai 1961 avec comme objectif d'envoyer pour la première fois des hommes sur la Lune avant la fin de la décennie. Il s'agit de démontrer la supériorité des États-Unis sur l'Union soviétique dans le domaine spatial, devenu un enjeu politique dans le contexte de la guerre froide. Le 20 juillet 1969, l'objectif fixé à l'agence spatiale américaine, la NASA, est atteint lorsque les astronautes de la mission Apollo 11 parviennent à se poser sur la Lune. À cette date, neuf autres missions sont programmées. Mais les ambitions du programme sont rapidement revues à la baisse. Les priorités des États-Unis ont changé : les dispositifs sociaux mis en place par le président Lyndon Johnson dans le cadre de sa guerre contre la pauvreté (Medicare et Medicaid) et surtout un conflit vietnamien qui s'envenime prélèvent une part croissante du budget du pays. Pour les décideurs politiques américains, le programme Apollo a rempli son principal objectif en prouvant la supériorité technique des États-Unis sur l'Union soviétique, et la science ne justifie pas les dépenses envisagées pour les missions à venir. En 1970, la dernière mission planifiée, Apollo 20, est annulée tandis que les vols restants sont étalés jusqu'en 1974 ; la chaîne de fabrication de la fusée Saturn V, chargée de lancer les vaisseaux du programme, est également arrêtée, mettant fin à tout espoir d'une prolongation du programme. Le développement de la première station spatiale américaine Skylab, dans laquelle trois équipages doivent successivement faire des séjours de longue durée en 1973-1974, prélève une part croissante d'un budget de la NASA par ailleurs en forte baisse. Le 20 septembre 1970, l'administrateur de la NASA Tom Paine, démissionnaire, annonce que les contraintes budgétaires nécessitent de supprimer les deux dernières missions Apollo 18 et Apollo 19 ; les économies attendues sont d'environ 50 millions de dollars,.

### Apollo 15 - La première mission J
Apollo 15 est la cinquième mission du programme Apollo ayant pour objectif de déposer son équipage sur le sol lunaire. Apollo 15 devait être, comme les missions précédentes - Apollo 12, Apollo 13 et Apollo 14 - une « mission H » utilisant une version non optimisée du lanceur ne permettant qu'un séjour relativement bref sur la Lune. À la suite de l'annulation en 1970 pour des raisons budgétaires des deux dernières missions du programme Apollo - Apollo 18 et Apollo 19 - les responsables tentent de préserver les objectifs scientifiques du programme qui ne comporte plus que deux missions au delà d'Apollo 15. Ils décident que celle-ci sera la première des « missions J ». Les missions J utilisent un lanceur Saturn V plus puissant permettant un séjour prolongé sur la Lune. Elles emportent le rover lunaire, un véhicule permettant d'accroitre le rayon d'action des astronautes lors de leurs sorties extravéhiculaires. Les missions J doivent fournir un retour scientifique fortement accru par rapport aux missions précédentes.
La version optimisée du lanceur Saturn V est capable d'injecter sur une trajectoire lunaire 700 kg supplémentaires (masse totale 48 130 kg). Ce gain a permis d'accroitre la capacité des vaisseaux spatiaux en particulier du module lunaire Apollo. Des consommables supplémentaires sont emportés permettant de porter son autonomie sur le sol lunaire à 78 heures soit le double des versions précédentes. Le module lunaire transporte le rover lunaire Apollo, un véhicule à propulsion électrique qui doit permettre de multiplier par 10 la distance parcourue sur le sol lunaire par les astronautes. Enfin, cette capacité accrue permet d'augmenter la masse des roches lunaires rapportées sur Terre.

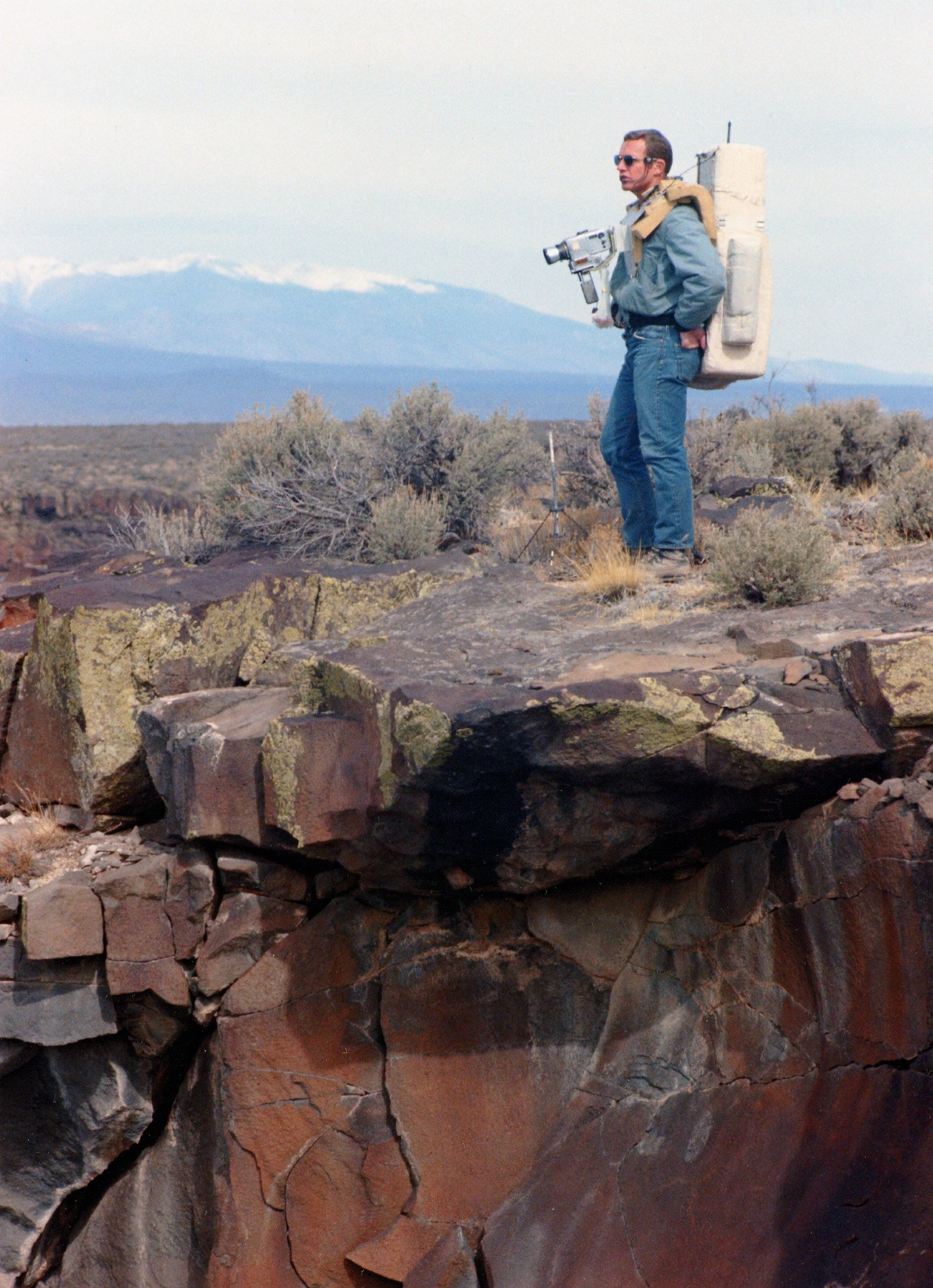
Dave Scott au cours d'un entraînement géologique au Nouveau-Mexique (mars 1971).

### Sélection du site d'atterrissage
Le choix du site d'atterrissage est effectué en septembre 1970. Compte tenu du nombre très réduit de missions restantes (trois en comptant Apollo 15), les scientifiques souhaitent que le site sélectionné permette de remplir plusieurs objectifs scientifiques. Le site de Hadley répond parfaitement à cette contrainte : il permet à la fois d'explorer une mer lunaire, une crevasse et un massif montagneux. Par ailleurs si le rover lunaire Apollo, qui doit accroitre le rayon d'action des astronautes, n'est pas prêt à la date de lancement, ces formations sont suffisamment proches pour être étudiées à pied par l'équipage. La position du site permet d'améliorer les mesures par triangulation de l'épicentre des séismes car le sismomètre, que les astronautes doivent installer à Hadley, sera situé à la latitude relativement élevée de 30° (les sismomètres déposés par les missions précédentes sont tous proches de l'équateur). Cette latitude est également un atout pour la mesure des mouvements de libration de la Lune. L'autre site finaliste retenu par le comité de sélection est le cratère Marius. Aucun consensus ne se dégageant en faveur de l'un ou l'autre site, c'est Scott qui fait pencher la balance en accordant sa préférence à Hadley.
L'atterrissage s'annonce beaucoup plus difficile que lors des missions précédentes. La région de Hadley présente un relief tourmenté, qui fait tout son attrait pour les scientifiques, et les photographies disponibles sur cette région ont une faible résolution spatiale (seulement 20 mètres) qui ne permet pas de se faire une idée précise de la densité des obstacles (cratères, roches) qui pourraient faire échouer l'atterrissage. Le module lunaire ne pourra pas s'écarter de la trajectoire définie. Immédiatement après avoir survolé les Monts Apennins qui culminent à 5 000 mètres, il devra plonger en suivant une pente deux fois plus forte que dans les missions précédentes.

## L'équipage

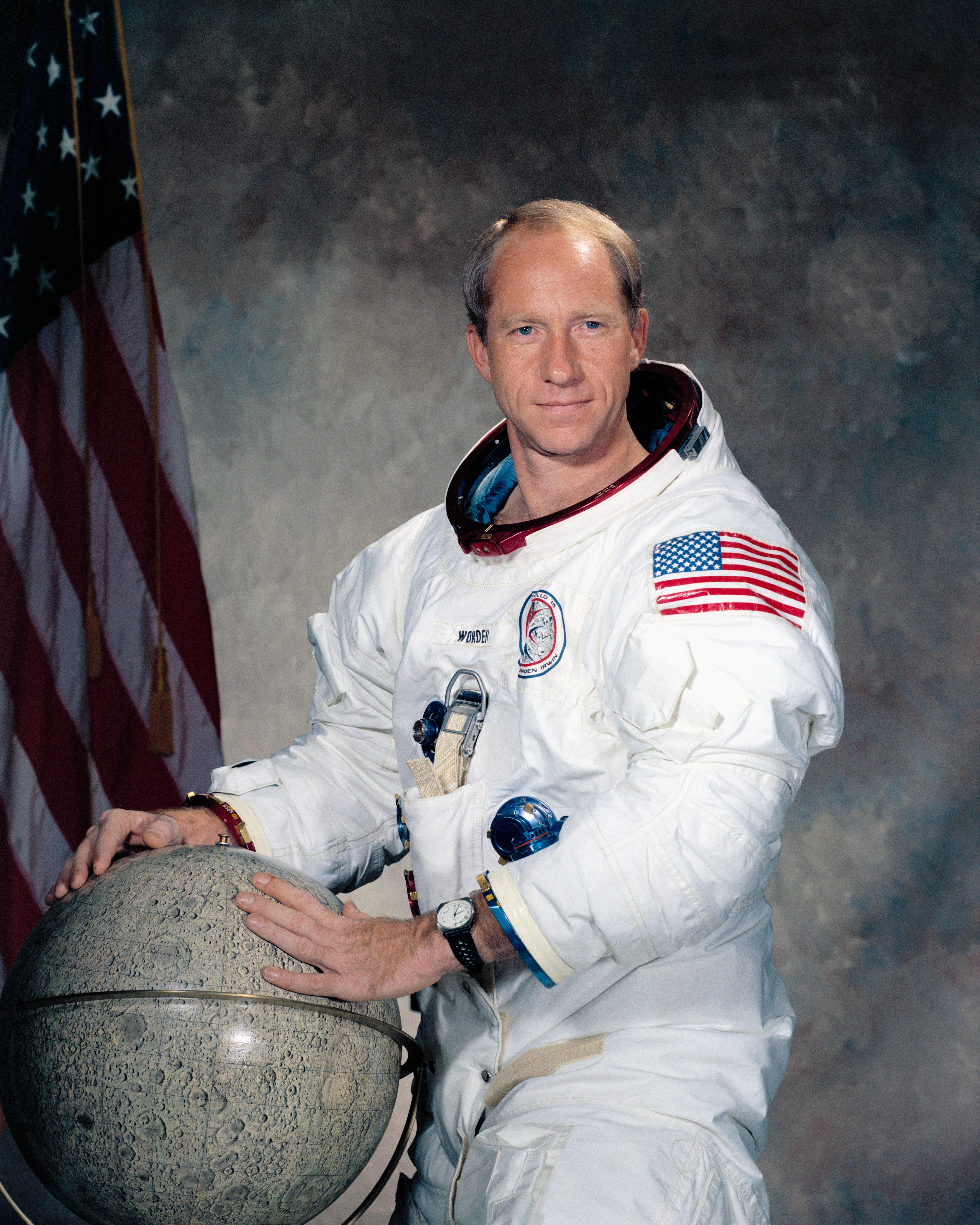
Portrait d'Alfred M. Worden

### Composition
L'équipage de la mission Apollo 15 est composé de David R. Scott (39 ans) qui en assure le commandement, James B. Irwin (41 ans) qui est pilote du module lunaire et Alfred M. Worden (39 ans) qui est le pilote du module de commande et de service Apollo. Worden doit rester en orbite tandis que ses deux coéquipiers descendront à la surface de la Lune. Malgré la vocation scientifique affirmée des missions J, l'équipage d'Apollo 15 est formé exclusivement de pilotes d'essai militaires, reflet des critères de recrutement des agences spatiales au début de l'ère spatiale. La NASA a commencé à former des astronautes issus du milieu scientifique sous la pression de la communauté scientifique qui ne comprend pas qu'autant d'argent ait été englouti dans le programme Apollo sans qu'elle soit amenée à participer à l'exploration lunaire. Mais le premier et seul astronaute du programme issu de cette filière (Harrison Schmitt) sera affecté à la mission Apollo 17. Selon la procédure mise en place par la NASA, l'équipage sélectionné s'est entraîné une première fois en tant qu'équipage de remplacement de la mission Apollo 12 avec lequel il a développé une grande complicité mais également une certaine rivalité car les trois hommes font partie de l'Armée de l'air américaine alors que leurs collègues sont pilotes au sein de la Marine de guerre américaine.
Irwin et Worden recrutés par la NASA en 1966 n'ont jusque-là jamais volé, mais leur commandant Scott, recruté en 1963, est un astronaute expérimenté. Il a volé avec Neil Armstrong en mars 1966 dans le cadre de la mission Gemini 8 dont l'objectif était de mettre au point la technique du rendez-vous spatial. II a effectué les essais en vol du module de commande et de service Apollo dans le cadre de la mission Apollo 9 lancée en mars 1969 et qui a duré dix jours.

### Équipage de remplacement et support au sol
L'équipage qui doit remplacer les astronautes titulaires de la mission en cas de maladie, accident ou autre événement imprévu est constitué de Dick Gordon (commandant ), Vance Brand pilote du module de commande et de service et Harrison Schmitt pilote du module lunaire. Ce dernier sera le premier scientifique à participer à une mission de la NASA.
Durant la mission l'équipage est en communication quasi permanente avec le contrôle au sol. Un astronaute, le CapCom (Capsule communicators ou capcoms) assure l'interface entre les astronautes en vol et les spécialistes au sol. Dans le cas d'Apollo 15, les capcoms qui se relaient sont Joe Allen (qui fera partie de l'équipage des missions STS-5 et STS-51-A de la navette spatiale américaine) , Bob Parker (STS-9, STS-35) , Karl G. Henize (STS-51-F), C. Gordon Fullerton (STS-3, STS-51-F), Edgar Mitchell (Apollo 14), Harrison Schmitt (Apollo 17), Alan Shepard (Apollo 14), Richard Gordon (Apollo 12) et Vance Brand (Apollo-Soyouz, STS-5, STS-41-B, STS-35). Quatre équipes de techniciens identifiées par une couleur (gold, maroon, black, white) se relaient pour contrôler les paramètres de fonctionnement des engins spatiaux transmis de manière continue, conseiller les astronautes et diagnostiquer les pannes. Elles sont dirigées par Gerald Griffin (gold), Milton Windler (maroon), Glynn Lunney (black) et Gene Kranz (white team).

### Préparation de l'équipage
L'un des changements les plus importants inaugurés par la mission Apollo 15 porte sur l'entraînement de l'équipage. La mission de type J, caractérisée par un séjour prolongé sur la Lune, permet à l'équipage de réaliser des observations scientifiques approfondies. Les observations géologiques constituent en particulier un des principaux objectifs de la mission. Scott et Irwin s'entraînent avec Leon Silver, géologue de Caltech, passionné du précambrien, recommandé par Harrison Schmitt. Son enseignement doit remplacer les cours magistraux dispensés jusque là par la NASA. Silver est notamment connu pour ses travaux sur les méthodes de datation des roches, basées sur la prise en compte de la désintégration radioactive de l'uranium en plomb.
Silver prépare les équipages titulaire et suppléant à différentes situations, dont le réalisme est de plus en plus poussé au fur et à mesure que la date du lancement approche. Pour s'entraîner, les astronautes portent des répliques de leurs casques ou combinaisons, sacs à dos, utilisent les talkies-walkies pour communiquer avec un interlocuteur reproduisant ainsi les conditions réelles auxquelles ils devront à faire face. Ils sont accompagnés d'un groupe de géologues ne connaissant pas la zone afin d'évaluer la précision des descriptions. Le pilote du module de commande, Al Worden, qui sera chargé durant la mission d'effectuer des observations depuis l'orbite lunaire, suit un entraînement géologique différent : il travaille avec l'Égyptien Farouk El-Baz, survolant à basse altitude un terrain préparé, afin d'y repérer les objets et les éléments géographiques importants.

## Lanceur, vaisseaux, équipements et instruments scientifiques
La mission repose sur un matériel largement éprouvé grâce aux missions qui l'ont précédé. Toutefois en tant que première mission J, elle étrenne des versions optimisées du lanceur Saturn V, du vaisseau Apollo et du module lunaire. C'est également la première mission Apollo à mettre en œuvre le rover lunaire.

### Le lanceur Saturn V
Le vaisseau Apollo est placé en orbite par le lanceur géant Saturn V développé par la NASA pour le Programme Apollo. Cette énorme fusée d'un peu plus de 3 000 tonnes, haute de 110,6 m et d'un diamètre de 10,1 m est capable de placer 140 tonnes en orbite terrestre basse. C'est le troisième lanceur (après l'Atlas-Centaur et le Saturn I) mettant en œuvre des moteurs brûlant le mélange cryogénique performant d'hydrogène et d'oxygène liquides. Il reste en 2020 le lanceur le plus puissant (charge utile) jamais développé. Saturn V est le dernier représentant de la famille de lanceurs Saturn, développée à compter de 1960 pour mettre au point progressivement les différents composants de la fusée géante. La fusée est en grande partie le résultat de travaux antérieurs menés par le motoriste Rocketdyne sur la propulsion cryotechnique oxygène/hydrogène et les moteurs de forte puissance. Le développement de la fusée est placé sous la responsabilité du Centre de vol spatial Marshall (MSFC) à Huntsville, en Alabama, dirigé par Wernher von Braun avec une forte implication des sociétés Boeing, North American Aviation, Douglas Aircraft Company et IBM. Les caractéristiques de la fusée Saturn V sont étroitement liées au scénario retenu pour l'envoi d'un équipage sur le sol lunaire (rendez-vous en orbite lunaire). Plusieurs modifications apportées au lanceur par rapport à la version utilisée lors des missions précédentes, en particulier des modifications de la motorisation du premier étage, ont augmenté la charge utile de 700 kilogrammes. La puissance de Saturn V lui permet de lancer une charge utile de 48 tonnes vers la Lune qui correspond au poids cumulé des vaisseaux module lunaire Apollo et Module de commande et de service Apollo.

### Le vaisseau Apollo

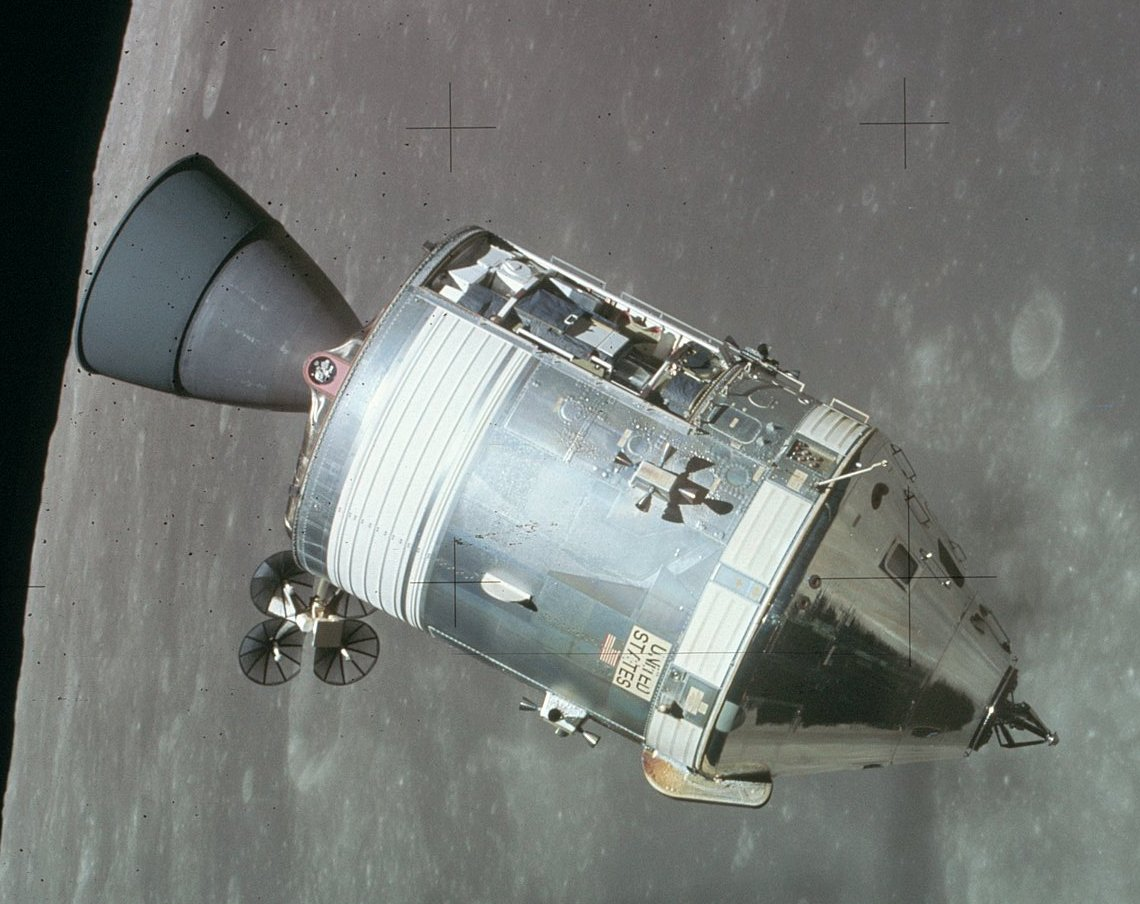
Le module de commande et de service Apollo.

L'équipage d'Apollo 15 embarque à bord d'un vaisseau formé d'un ensemble de quatre modules distincts dont deux forment le module de commande et de service Apollo et deux autres le module lunaire Apollo (cf. Schéma 1). D'autre part, le module lunaire Apollo (LM, Lunar Module) qui est utilisé uniquement à proximité de la Lune par deux des astronautes pour descendre, séjourner à la surface puis remonter en orbite avant de s'amarrer au module de commande et de service. L'indicatif radio du CSM est Endeavour tandis que celui du module lunaire est Falcon.

#### Le module de commande et de service Apollo
Le module de commande et de service Apollo (CSM, acronyme de Command and Service Module), pesant plus de 30 tonnes est composé du module de commande (CM, Command module) et du module de service (SM, Service Module) dans lequel sont regroupés presque tous les équipements nécessaires à la survie de l'équipage : moteur de propulsion principal, sources d'énergie, oxygène, eau.
- Le module de commande Apollo est la partie dans laquelle les trois astronautes séjournent durant la mission, sauf lorsque deux d'entre eux descendent sur la Lune au moyen du module lunaire. Pesant 6,5 tonnes et de forme conique, sa structure externe comporte une double paroi : une enceinte constituée de tôles et de nid d'abeilles à base d'aluminium qui renferme la zone pressurisée et un épais bouclier thermique qui recouvre la première paroi et qui permet au module de résister à la chaleur produite par la rentrée atmosphérique et qui lui permet d'y survivre. C'est le seul des quatre modules qui revient à la surface de la Terre. L'espace pressurisé dans lequel doivent vivre les astronautes est très exigu car son volume habitable est de 6,5 m3. Les astronautes sont installés sur trois couchettes côte à côte parallèles au fond du cône et suspendues à des poutrelles partant du plancher et du plafond (la pointe du cône). En position allongée, les astronautes ont en face d'eux, suspendu au plafond, un panneau de commandes large de deux mètres et haut de un mètre présentant les principaux interrupteurs et voyants de contrôles. Les cadrans sont répartis en fonction du rôle de chaque membre d'équipage. Sur les parois latérales se trouvent des baies réservées à la navigation, d'autres panneaux de commande ainsi que des zones de stockage de nourriture et de déchets. Pour la navigation et le pilotage, les astronautes utilisent un télescope et un ordinateur qui exploite les données fournies par une centrale inertielle. Le vaisseau dispose de deux écoutilles : l'une située à la pointe du cône comportant un tunnel permettant l'accès au module lunaire lorsque celui-ci est amarré au vaisseau Apollo. L'autre placée sur la paroi latérale est utilisée à Terre pour pénétrer dans le vaisseau et dans l'espace pour les sorties extra véhiculaires (le vide est alors effectué dans la cabine car il n'y a pas de sas). Les astronautes disposent par ailleurs de cinq hublots pour effectuer des observations et réaliser les manœuvres de rendez-vous avec le module lunaire. Le module de commande dépend, pour les principales manœuvres comme pour l'énergie et le support-vie, du module de service[12].
- Le module de service est un cylindre d'aluminium non pressurisé de 5 mètres de long et 3,9 mètres de diamètre pesant 24 tonnes. Il est accouplé à la base du module de commande et la longue tuyère du moteur-fusée principal de 9 tonnes de poussée en dépasse de 2,5 mètres. Le module est organisé autour d'un cylindre central qui contient les réservoirs d'hélium servant à pressuriser les réservoirs d'ergols principaux ainsi que la partie haute du moteur principal. Autour de cette partie centrale, l'espace est découpé en six secteurs en forme de parts de gâteau. Quatre de ces secteurs abritent les réservoirs d'ergols (18,5 tonnes). Un secteur contient trois piles à combustible qui fournissent la puissance électrique et en sous-produit l'eau ainsi que deux réservoirs d'hydrogène et deux réservoirs d'oxygène qui les alimentent. L'oxygène est également utilisé pour renouveler l'atmosphère de la cabine. Le module de service contient également les radiateurs qui dissipent l'excédent de chaleur du système électrique et qui régulent la température de la cabine. Quatre grappes de petits moteurs de contrôle d'attitude sont disposées sur le pourtour du cylindre. Une antenne grand gain comportant cinq petites paraboles, assurant les communications à grande distance[12].

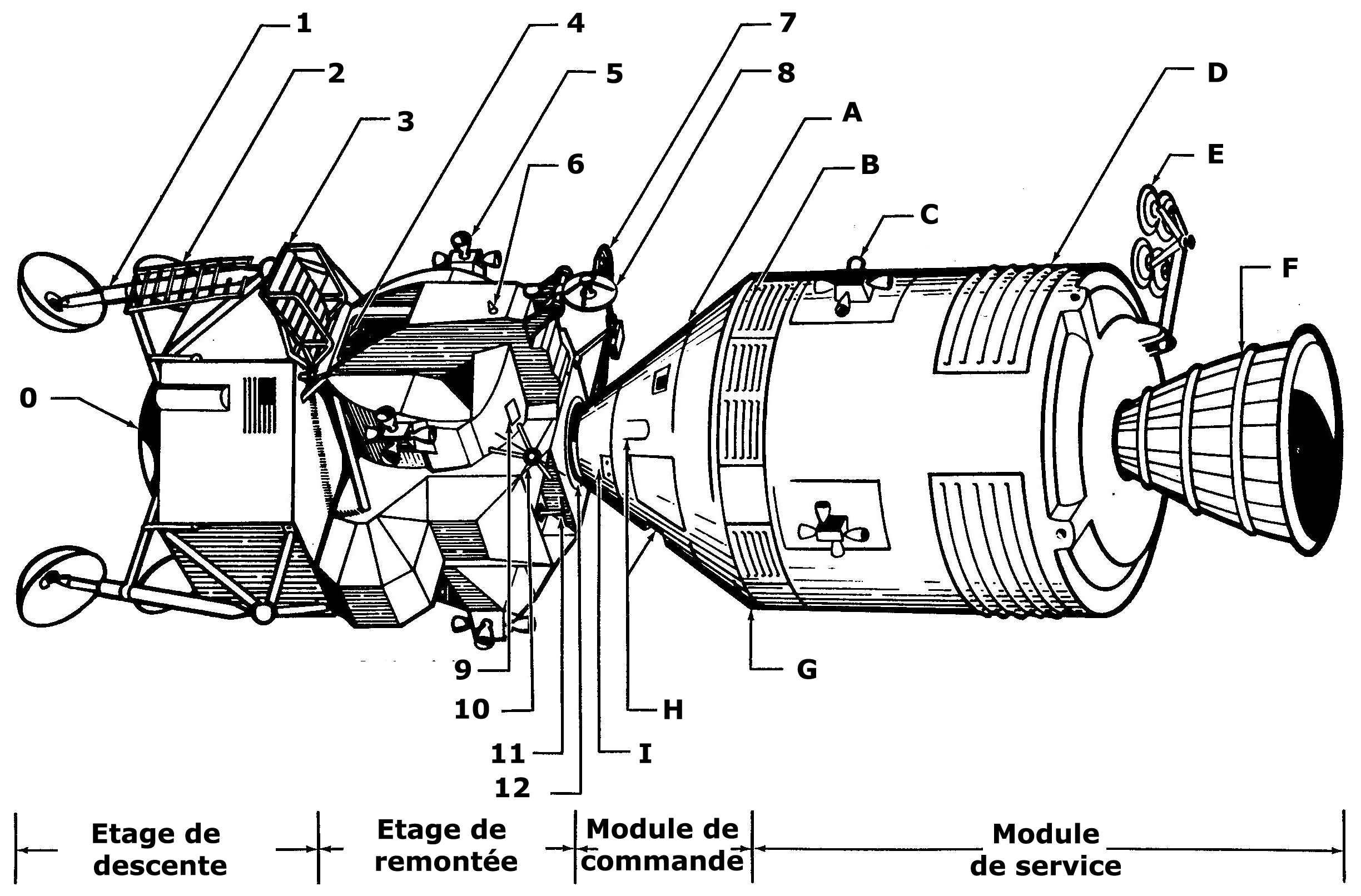
Schéma 1 - Les quatre modules formant le vaisseau spatial lancé vers la Lune. Étage de descente du module lunaire : 0 Jupe inférieure du module de descente - 1 Train d'atterrissage - 2 Échelle - 3 Plateforme. Étage de remontée du module lunaire : 4 Écoutille - 5 Propulseurs contrôle d'attitude - 6 Antenne bande S - 7 Antenne bande S orientable - 8 Antenne du radar de rendez-vous - 9 Hublot utilisé pour le rendez-vous orbital lunaire - 10 Antenne VHF - 11 Cible utilisée pour l'amarrage - 12 Écoutille supérieure. Module de commande : A Compartiment équipage - G Bouclier thermique - H Hublots de rendez-vous - I Tunnel de communication. Module de service : B Radiateurs des piles à combustible - C Propulseurs contrôle d'attitude - D Radiateurs du système de contrôle de l'environnement - E Antennes grand gain orientables - F Tuyère du moteur principal.

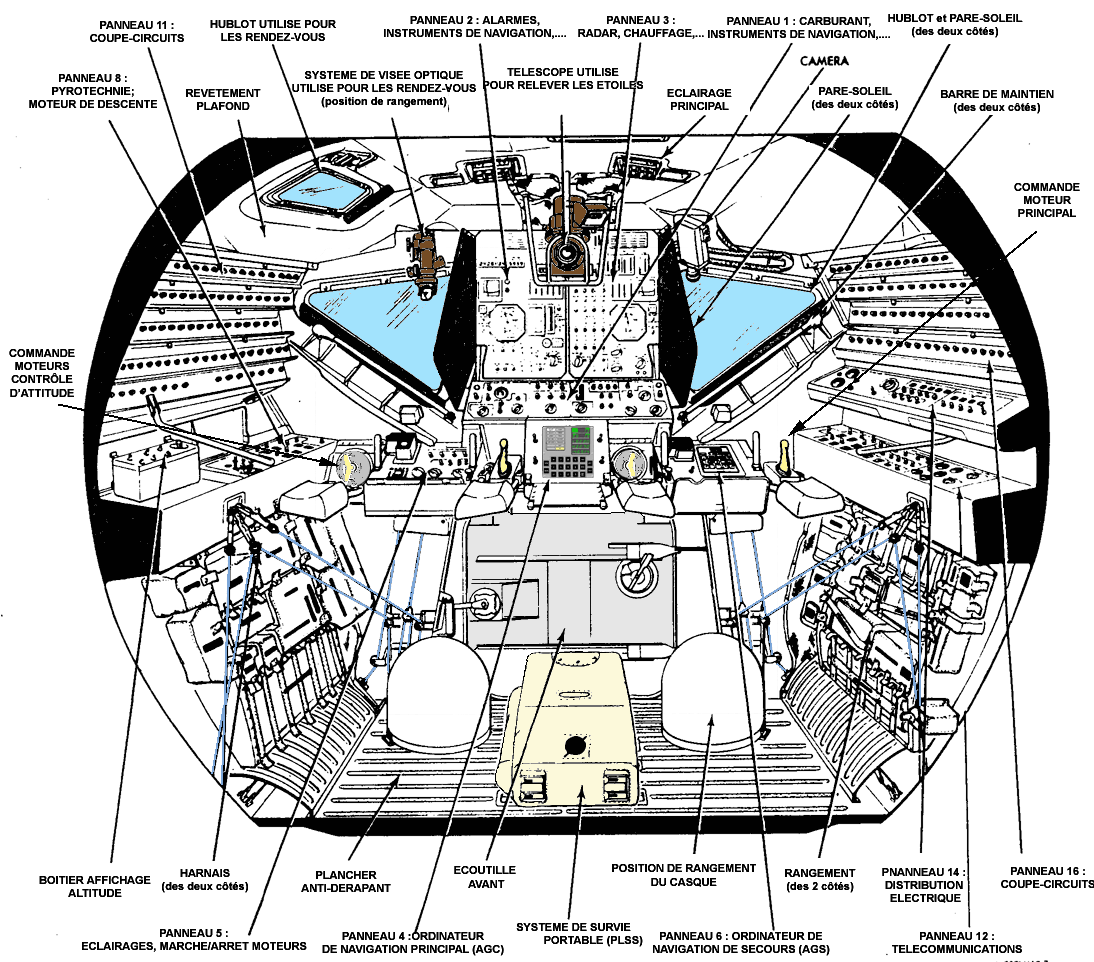
Schéma de la partie avant de la cabine du module lunaire Apollo.

#### Le module lunaire
Le module lunaire Apollo est composé de deux étages : l'étage de descente permettant d'atterrir sur la Lune et servant par ailleurs de plate-forme de lancement au deuxième étage, et l'étage de remontée, qui ramène les astronautes au vaisseau Apollo en orbite à la fin de leur séjour sur la Lune.
- L'étage de descente du module lunaire qui pèse plus de 10 tonnes, a la forme d'une boîte octogonale d'un diamètre de 4,12 mètres et d'une hauteur de 1,65 mètre. La fonction principale de l'étage de descente est d'amener le module lunaire sur la Lune. À cet effet, l'étage dispose d'un moteur fusée à la fois orientable et à poussée variable 4,7 et 43,9 kN. Le comburant, du peroxyde d'azote (5 tonnes), et le carburant, de l'aérozine 50 (3 tonnes), sont stockés dans quatre réservoirs placés dans les compartiments carrés situés aux quatre coins de la structure. Le moteur se trouve dans le compartiment carré central. Le deuxième rôle de l'étage de descente est de transporter tous les équipements et consommables qui peuvent être abandonnés sur la Lune à la fin du séjour, ce qui permet de limiter le poids de l'étage de remontée[13].
- L'étage de remontée du module lunaire pèse environ 4,5 tonnes. Sa forme complexe, qui résulte d'une optimisation de l'espace occupé, lui donne l'allure d'une tête d'insecte. Il est essentiellement composé de la cabine pressurisée qui héberge deux astronautes dans un volume de 4,5 m3 et du moteur de remontée avec ses réservoirs d'ergols. La partie avant de la cabine pressurisée occupe la plus grande partie d'un cylindre de 2,34 mètres de diamètre et de 1,07 mètre de profondeur. C'est là que se tient l'équipage lorsqu'il n'est pas en excursion sur la Lune. Sur la cloison avant, chaque astronaute a devant lui un petit hublot triangulaire (0,18 m2) ainsi que les principales commandes de vol et cadrans de contrôle regroupés par panneaux généralement dédiés à un sous-système. Les commandes et contrôles communs sont placés entre les deux astronautes (comme la console d'accès à l'ordinateur de navigation), certaines commandes sont doublées (commandes pilotant l'orientation et la poussée des moteurs), les autres commandes sont réparties en fonction des tâches assignées à chaque astronaute. Les panneaux de commandes et coupe-circuit se prolongent sur les parois latérales situées de part et d'autre des astronautes. L'arrière de la cabine pressurisée est beaucoup plus exigu (1,37 × 1,42 m pour 1,52 m de haut) : son plancher est plus haut de 48 cm et, de plus, encombré par un capot recouvrant le sommet du moteur de remontée. Les parois latérales sont occupées par les rangements et à gauche, par une partie du système de contrôle environnemental. Au plafond, se trouve l'écoutille utilisée pour passer dans le module de commande derrière laquelle se trouve un tunnel court (80 cm de diamètre pour 46 cm de long) comportant un système de verrouillage utilisé pour solidariser les deux vaisseaux[13].

### Le rover lunaire

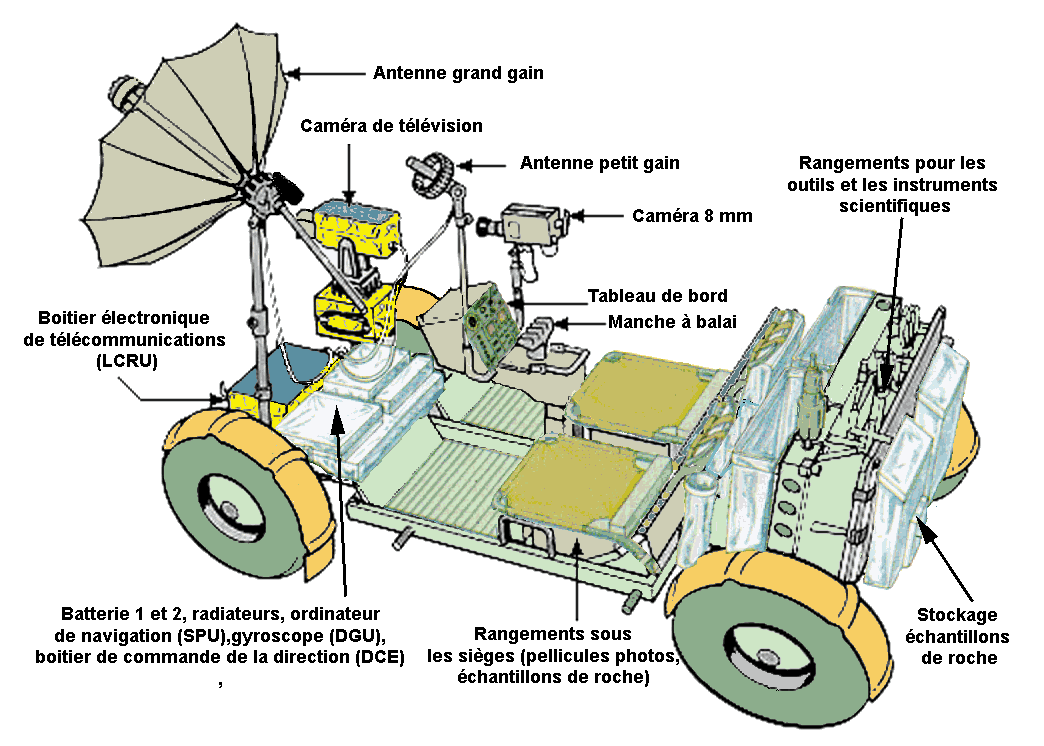
Schéma du rover lunaire Apollo.

Grâce à l'augmentation de la puissance du lanceur Saturn V, Apollo 15 est la première mission lunaire qui embarque un rover lunaire. Ce petit engin tout-terrain biplace à l'allure rustique (masse à vide de 210 kg pour une longueur de 3 mètres) pouvait transporter plus de 490 kg de charge utile à la vitesse modeste de 14 km/h grâce à quatre moteurs électriques de 0,25 ch alimentés par des batteries non rechargeables. Sur le plan technique, il est doté d'un système de navigation perfectionné et de roues d'une conception originale. Grâce à lui, les astronautes accroissent considérablement leur rayon d'action et peuvent prospecter un plus grand nombre de sites. Le rover est conçu sans que les caractéristiques du sol lunaire soient connues avec précision. Il devait fonctionner dans un environnement particulièrement hostile (température élevée, absence d'atmosphère, faible gravité, terrain accidenté et meuble) difficilement reproductible sur Terre. Malgré ces contraintes, le rover lunaire va remplir sans problème majeur les objectifs qui lui étaient assignés.

## Objectifs de la mission
La mission Apollo 15 est la première des missions de type J qui permet des séjours prolongés sur la Lune et fournit aux astronautes un mode de déplacement leur permettant d'explorer une plus grande surface de terrain autour du site d'atterrissage. Les objectifs de la mission sont de quatre types. :
- Explorer la région du Mont Hadley et des Monts Apennins ;
- Installer à la surface de la Lune et activer les instruments de l'ALSEP ;
- Évaluer de nouveaux équipements ;
- Réaliser en orbite lunaire des expériences scientifiques et effectuer des photos de la surface de notre satellite.

La mission embarque de nombreuses expériences scientifiques. Certaines sont montées dans le module de commande et de service Apollo, qui reste en orbite autour de la Lune. Les autres se répartissent entre l'ensemble instrumental ALSEP, déployé sur le sol lunaire par les astronautes et destiné à collecter des données transmises en continu vers la Terre après leur départ, et des instruments à déployer au cours des sorties extravéhiculaires pour des mesures ponctuelles. La mission comprend également plusieurs expériences médicales et biologiques, nécessitant dans certains cas la participation de l'équipage.

### Exploration de la région desmonts Apennins
Le site d'atterrissage est situé dans l'hémisphère nord à la latitude 26° 04' 54" et la longitude 3° 39' 30". Il se trouve au pied des monts Apennins massif qui culmine à une altitude de 5 000 mètres, le long de la bordure sud-est de la mer des Pluies. Le site d'atterrissage a été choisi de manière que l'équipage puisse étudier les premiers escarpements du massif : le mont Hadley Delta, qui culmine à 3 500 mètres au-dessus de la plaine, se trouve à 5 kilomètres de distance au sud-est tandis que le mont Hadley (4 200 mètres au-dessus de la plaine) est situé à 11 km au sud-est. Un canyon large de 1,5 kilomètre et profond de 400 mètres, la crevasse Hadley, passe également à un kilomètre à l'ouest du site d'atterrissage. Ce canyon sinueux au profil en V prend sa naissance sous la forme d'une dépression dans les monts Apennins, traverse le marais de la Putréfaction et fusionne avec une deuxième crevasse à 100 kilomètres au nord. Des rochers de grande taille se sont détachés des parties supérieures de la crevasse et ont roulé au fond de celle-ci en exposant ce qui, pour les scientifiques, pourrait correspondre à des strates du bassin de la mer lunaire. Le mécanisme de formation des crevasses n'est pas connu et intrigue les spécialistes. Les astronautes doivent collecter dans les monts Apennins des échantillons de roches dont la formation pourraient être antérieure à celle des mers lunaires,.

### Déploiement d'instruments à la surface de la Lune
L'Apollo Lunar Surface Experiments Package (ALSEP) est un ensemble d'instruments qui doit être installé à la surface de la Lune pour recueillir différentes types de données après le départ de l'équipage. Il comprend d'une part un boîtier central chargé de transmettre les données scientifiques recueillies vers la Terre au Centre de vol spatial Goddard, recevoir les instructions et redistribuer l'énergie électrique fournie par un générateur thermoélectrique à radioisotope (RTG). Connectés à ce boîtier central, on trouve, d'autre part, sept instruments supplémentaires  :
- Le sismomètre passif PSE (Passive Seismic Experiment) détecte les secousses telluriques de la Lune, qu'elles soient naturelles ou provoquées artificiellement afin d'étudier la structure du sous-sol ;
- Le magnétomètre de la surface lunaire LSM (Lunar Surface Magnetometer) mesure le champ magnétique lunaire. Les données sont utilisées pour déterminer les propriétés électriques du sous-sol. Ces données servent également à étudier les interactions entre le plasma solaire et la surface lunaire ;
- Le spectromètre de vent solaire (SWS) (Solar Wind Spectrometer) étudie les propriétés du vent solaire et son incidence sur l'environnement lunaire ;
- Le détecteur d'ions suprathermiques SIDE (Superheated Ion Detector Experiment) conçu pour mesurer les différentes caractéristiques des ions positifs dans l'environnement lunaire, fournir des données sur les interactions entre le plasma et le vent solaire et mesurer le potentiel électrique de la surface de la Lune ;
- L'instrument de mesure des flux thermiques HFE (Heat Flow Experiment) collecte des données sur les variations thermiques du sous-sol pour déterminer à quel rythme la chaleur interne de la Lune s'évacue vers l'extérieur. Ces mesures doivent permettre d'estimer la radioactivité interne et permettre de comprendre l'évolution thermique de la Lune. L'instrument comporte un boîtier électronique et 2 sondes. Chaque sonde est placée dans un trou de 2,5 mètres de profondeur foré par les astronautes ;
- La jauge cathodique ionique froide CCIG (Cold Cathode Ion Gauge) est un instrument qui mesure la pression atmosphérique de l'atmosphère lunaire. Il devait initialement faire partie du SIDE, mais le champ magnétique généré par l'instrument aurait créé des interférences ;
- Le détecteur de poussières est utilisé pour mesurer le taux d'accumulation de la poussière sur la surface de la Lune ainsi que pour évaluer l'environnement radiatif et thermique. Cet instrument comprend trois petites cellules photoélectriques montées sur le pare-soleil de l'unité centrale de l'ALSEP.

Deux autres instruments sont installés avec l'ALSEP mais sont indépendants de celui-ci :
- Le réflecteur laser LRRR (Laser Ranging Retroreflector) permet de mesurer avec précision la distance Terre-Lune en réfléchissant la lumière de lasers émis depuis la Terre. Ces mesures sont utilisées pour estimer l'éloignement progressif de la Lune, conséquence de la dissipation de l'énergie des marées et du mouvement irrégulier de la Terre ;
- L'instrument de mesure de la composition du vent solaire SWC (Solar Wind Composition Experiment) a pour objectif de déterminer les gaz rares et leurs isotopes présents dans le vent solaire. Il est constitué d'une feuille d'aluminium de 0,37 m2 déployée à l'extérieur par l'équipage au début de son séjour à la surface de la Lune et qui est remportée pour être analysée sur Terre. Avec des instruments adéquats, les particules du vent solaire, capturées sous quelques centaines de couches atomiques, peuvent être identifiées.

### Expériences réalisées en orbite lunaire

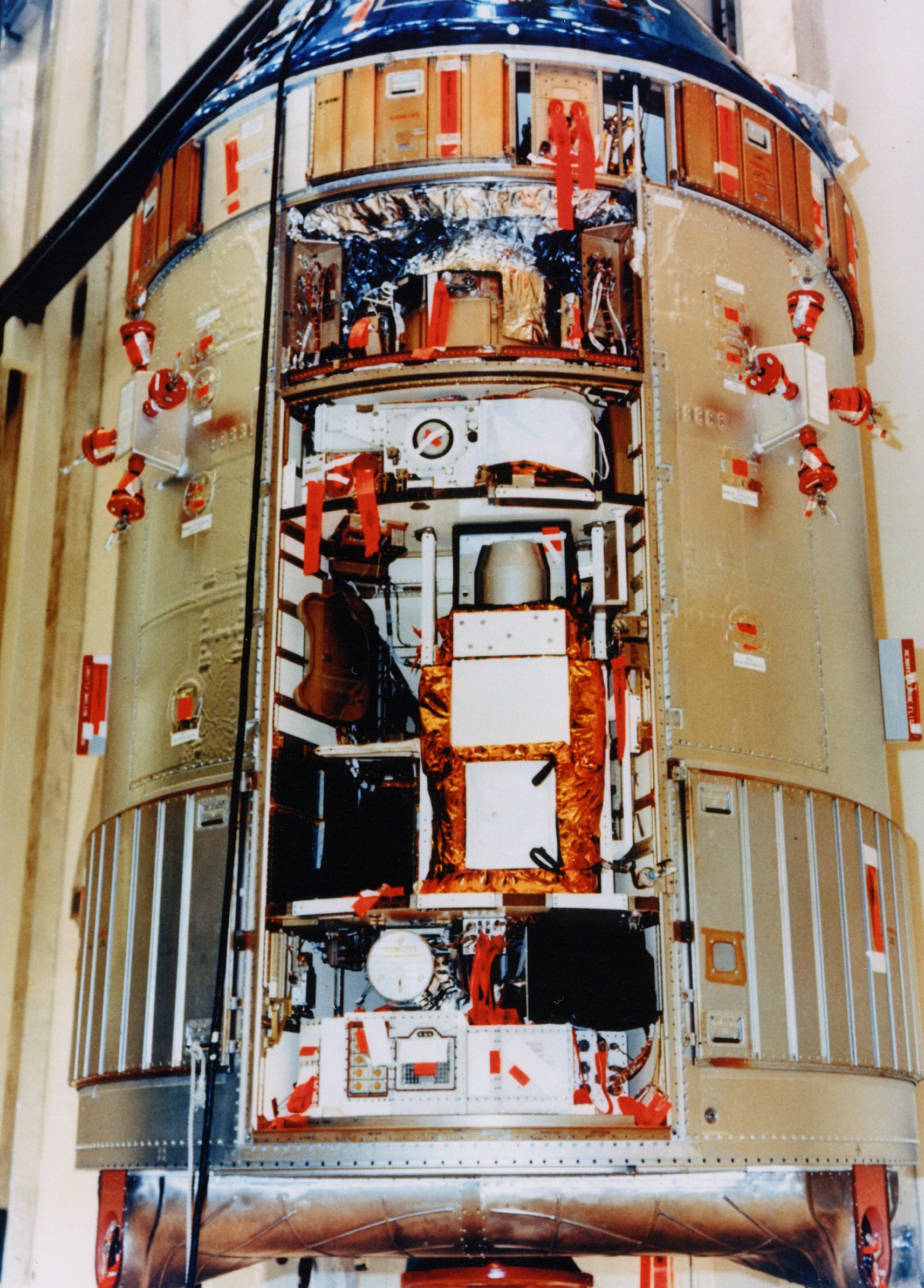
Des équipements scientifiques dont deux caméras et un petit satellite libéré en orbite lunaire formant le SIM (Scientific Instrument Module) sont installés dans le secteur du module de service et visibles sur cette photo.

Huit expériences scientifiques rassemblées dans le module SIM (Scientific Instrument Module) sont installées dans le secteur 1 du module de service (vide lors des missions précédentes). Le panneau en aluminium qui recouvre le compartiment doit être éjecté peu avant l'insertion du vaisseau en orbite lunaire. Les expériences, qui sont principalement mises en œuvre durant le séjour du vaisseau Apollo en orbite lunaire, comprennent :
- Un spectromètre à rayons gamma dont le capteur est installé au bout d'une perche déployable longue de 7,6 mètres. Il mesure la composition chimique de la surface de la Lune. Il est également utilisé pour mesurer les rayons cosmiques durant le voyage de retour vers la Terre. Il peut mesurer des énergies comprises entre 0,1 et 10 MeV ;
- Un spectromètre de fluorescence X cartographie la composition chimique de la surface de la Lune en mesurant la fluorescence X produite par l'interaction entre les rayons X émis par le Soleil et le sol lunaire. Durant le retour vers la Terre, l'instrument mesure le rayonnement X d'origine galactique ;
- Un spectromètre à particules alpha et à rayons X mesure les particules alpha émises depuis la croûte lunaire et les fissures produites par les isotopes du radon. L'instrument est sensible aux énergies comprises entre 4,7 et 9,3 MeV. Il permet de réaliser une cartographie des émissions alpha le long de la trace au sol du vaisseau. Il doit également mesurer le bruit de fond alpha émanant de l'espace profond durant le séjour autour de la Lune et le voyage de retour vers la Terre ;
- Un spectromètre de masse mesure la composition et la distribution des éléments présents dans l'exosphère de la Lune (l'atmosphère très ténue de celle-ci) et localise à la surface de la Lune les sources des gaz émis en particulier au niveau des terminateurs (ligne mouvante séparant les faces éclairée et non éclairée). Le capteur est fixé au bout d'une perche déployable longue de 7,3 mètres. L'instrument permet d'identifier les éléments chimiques dont la masse atomique est comprise entre 12 et 66 ;
- Une caméra panoramique dotée d'un champ de vue de 11° dans le sens du déplacement du vaisseau et de 108° dans la direction perpendiculaire fournit des images de la surface de la Lune couvrant 23 × 333 km. Elle produit des images stéréo et à haute résolution (jusqu'à 1 mètre). La caméra est chargée avec une pellicule photographique argentique de 61 centimètres de large comprenant 1 650 poses. La cassette de 32 kilogrammes est récupérée durant une sortie extravéhiculaire effectuée immédiatement avant le retour vers la Terre ;
- Une caméra fournissant des images avec une résolution spatiale de 20 mètres est utilisée pour cartographier la surface de la Lune. Son objectif dont le champ de vue est de 74° fournit des images couvrant des sections de la surface lunaire de 170 × 170 km. La caméra utilise une pellicule photographique argentique de 76 mm de large comprenant 3 600 poses. Elle est couplée avec une caméra dont l'axe optique fait un angle de 96° qui permet d'obtenir une image des étoiles et sert à localiser les prises de vue. Celle-ci fournit également une référence pour les mesures de l'altimètre laser faisant partie du SIM. La cassette de 10 kilogrammes contenant le film est elle aussi récupérée durant la sortie extravéhiculaire avant le retour vers la Terre ;
- L'altimètre laser mesure la distance entre le vaisseau Apollo et la Lune. Couplé avec les deux caméras il permet de déterminer l'altitude à laquelle se situe le terrain photographié ;
- Un petit satellite, éjecté lorsque le vaisseau Apollo est en orbite lunaire, emporte trois expériences. Sa masse est de 36 kilogrammes. Sa section hexagonale fait 36 centimètres de diamètre et il est long de 79 centimètres. L'énergie est fournie par des cellules solaires qui produisent 25 watts lorsqu'il est du côté éclairé de la Lune. L'énergie est stockée dans une batterie argent-cadmium rechargeable. Une fois largué il déploie trois perches portant les capteurs d'un magnétomètre et est stabilisé par rotation à raison de 12 tours par minute. Les instruments embarqués comprennent :
  - un répéteur utilisé pour mesurer le champ gravitationnel lunaire, en particulier les mascons ;
  - un détecteur de particules qui doit fournir des données sur la formation et la dynamique de la magnétosphère terrestre, l'interaction des plasmas avec la Lune et la physique des éruptions solaires ;
  - Un magnétomètre fournissant des informations sur les propriétés physiques et électriques de la Lune ainsi que sur ses interactions avec le plasma.

D'autres expériences sont réalisées depuis la cabine du vaisseau Apollo au cours de la mission soit durant le transit entre la Terre et la Lune soit en orbite lunaire :
- Des photographies dans l'ultraviolet de la Terre et de la Lune sont effectuées pour étudier l'atmosphère terrestre et le rayonnement ultraviolet émis par la surface de la Lune. Les photos sont réalisées avec un appareil photo Hasselblad équipé d'un filtre. Les photos sont prises à travers un des hublots de la cabine du vaisseau Apollo qui été équipé pour ce besoin d'un verre qui laisse passer une large proportion du rayonnement ultraviolet ;
- Le gegenschein, phénomène optique provoqué par la réflexion de la lumière du Soleil sur des particules de poussières situées principalement dans le plan de l'écliptique, est photographié lorsque le vaisseau Apollo survole la face non éclairée de la Lune. Ces photos sont réalisées en pose longue avec un appareil équipé d'une pellicule photographique très sensible (6000 ASA) ;
- Les émissions radio du répéteur du vaisseau Apollo fonctionnant en bande S sont utilisées pour déterminer les irrégularités du champ gravitationnel de la Lune. Ces données doivent faciliter les futures missions. Sur le plan scientifique elles contribuent à la définition du scénario de formation de la Lune et aux investigations sur les structures situées sous la surface de la Lune ;
- Les antennes radio du vaisseau, en particulier l'émetteur utilisé pour transmettre les télémesures en bande S et les antennes omnidirectionnelles et grand gain sont utilisées pour former un radar bistatique tourné vers la surface de la Lune. Le signal radio réfléchi est analysé par des antennes paraboliques sur Terre. Les données collectées permettent de préciser les propriétés électriques de la surface ainsi que sa rugosité ;
- Après son retour sur Terre, les hublots du module de commande sont étudiés au microscope pour déterminer la taille et la fréquence des micro-météoroïdes ayant frappé ceux-ci.

### Évaluation de nouveaux équipements
L'équipage doit évaluer des équipements emportés pour la première fois ou modifiés pour la mission :
- Rover lunaire Apollo : performances et opérabilité à la surface de la Lune ;
- Système de communications installé à bord du rover lunaire (LCRU/GCTA) : communications dans les deux sens avec le module lunaire Apollo lorsque celui-ci n'est plus visible et télécommande de la caméra depuis la Terre ;
- Combinaison spatiale lunaire (A7LB et PLSS) : évaluation de cette nouvelle version permettant de prolonger la durée des sorties extravéhiculaires et permettant une plus grande mobilité ;
- Module lunaire Apollo : capacité du train d'atterrissage à encaisser une masse augmentée de 700 kg (masse terrestre), performance du moteur du module de descente modifié ;
- Module de service Apollo - compartiment SIM : évaluation du mécanisme d'éjection du panneau protégeant le compartiment, technique de récupération des cassettes de film, mesure de l'impact thermique pour les instruments exposés et le module de service tout entier.

## Lancement et transit entre la Terre et la Lune

### Lancement
Durant le mois qui précède le lancement, le complexe de lancement 39A du Centre spatial Kennedy en Floride subit à plusieurs reprises des orages au cours desquels la foudre endommage à quatre reprises des installations au sol mais en laissant intact le lanceur et le vaisseau Apollo.
Le jour du lancement, l'équipage se réveille à 4 heures 19 (heure locale). Après de rapides examens médicaux, ils prennent leur petit-déjeuner avec l'équipage de réserve. Après avoir enfilé leur combinaison spatiale ils sont amenés sur le site de lancement, où ils arrivent à 6:45 (heure locale). Les trois astronautes sont installés sur leur siège dans l'espace exigu du module de commande et de service. Scott occupe le siège de gauche, Worden en tant que pilote du module de commande est placé au milieu et Irwin à droite. Le lanceur Saturn V emportant le vaisseau Apollo 15 décolle du Centre spatial Kennedy le 26 juillet 1971 à 9h34 (heure locale), 13 heures 34 UTC soit 187 millisecondes après l'heure programmée, établissant un record de ponctualité dans le programme Apollo.
Peu après la séparation du premier étage, les télémesures transmises par celui-ci s'interrompent de manière anormale. L'analyse effectuée après la mission attribua ce problème à la propulsion du second étage qui, trop proche à l'allumage, avait frappé de plein fouet le premier étage, en particulier les composants électroniques impliqués dans l'envoi de ces données. C'était la première fois qu'un lanceur Saturn V subissait ce type d'incident. L'origine du problème découle d'une décision prise pour réduire la masse du lanceur : les fusées de tassement du second étage et 4 des 8 rétrofusées du premier étage ont été supprimées pour ce vol. Contrairement à ce qui avait été calculé, en supprimant ces petites fusées qui contribuaient à écarter les deux étages immédiatement après l'extinction du premier étage, les moteurs du second étage se sont allumés trop tôt. Par contre, les deux étages supérieurs fonctionnent de manière nominale : l'équipage a la sensation que le vol est moins brutal que lors des missions précédentes en particulier les oscillations produites par l'effet pogo sont à peine marquées. L'accélération, qui atteint un pic de 4 g peu avant l'extinction du premier étage, ne dépasse jamais plus de 1,8 g durant le reste du vol propulsé. 11 minutes et 36 secondes après le décollage, le moteur du troisième étage s'éteint car le vaisseau Apollo est désormais en orbite. Celle-ci est très basse (171 × 170 km) pour optimiser la consommation d'ergols, et le vaisseau ne peut pas s'y maintenir très longtemps à cause de la densité de l'atmosphère résiduelle qui le freine et abaisse son altitude.
L'équipage, dispose d'un peu plus de deux heures avant l'injection du vaisseau sur une trajectoire de transit vers la Lune. Il est très occupé à vérifier le fonctionnement des différents équipements, recaler la centrale de navigation et à préparer la prochaine manœuvre. Il trouve néanmoins le temps de réaliser une première expérience scientifique en prenant des photos dans l'ultraviolet de la Terre et de la Lune.
Deux heures et cinquante minutes après le lancement, le troisième étage S-IVB du lanceur est rallumé pour permettre au vaisseau Apollo de quitter l'orbite basse et injecter celui-ci sur une trajectoire l'amenant près de la Lune. La propulsion fonctionne durant 5 minutes et 49 secondes consommant 95 tonnes d'ergols. La poussée augmente la vitesse du vaisseau Apollo de 7 809 m/s à 10 827 m/s plaçant celui-ci sur une orbite haute culminant à 538 342 kilomètres. Sur cette nouvelle orbite, le vaisseau doit dépasser la Lune en passant à 257,4 kilomètres de celle-ci.

### Transit entre la Terre et la Lune
Environ une demi-heure après l'injection sur la trajectoire lunaire, une deuxième manœuvre est effectuée pour placer le module lunaire (LM) dans sa position normale amarré au sommet du vaisseau Apollo (CSM). Le Module de Commande et de Service (CSM) se détache du reste du train spatial puis pivote de 180° pour venir repêcher le module lunaire dans le carénage qui prolonge le troisième étage du lanceur et l'encapsule. Après avoir vérifié l'amarrage des deux vaisseaux et pressurisé le module lunaire, les astronautes déclenchent par pyrotechnie la détente de ressorts situés dans le carénage : ceux-ci écartent le LM et le CSM du troisième étage de la fusée Saturn V à une vitesse d'environ 30 cm/s. Le troisième étage va alors entamer une trajectoire divergente qui, selon les missions le place en orbite autour du Soleil ou l'envoie s'écraser sur la Lune. Le troisième étage consomme le reste de carburant pour se placer sur une trajectoire qui le fait s'écraser sur la Lune à 3° 39′ S, 7° 35′ O.
Durant cette manœuvre, un voyant du panneau de contrôle s'allume indiquant que les valves contrôlant l'alimentation du moteur principal propulsant le module de service (Service Propulsion System ou SPS) sont ouvertes - donc que le moteur fonctionne - ce qui n'est absolument pas le cas (toutes les manœuvres ont été effectuées avec les propulseurs secondaires). Or ce moteur joue un rôle crucial dans la mission et son allumage intempestif pourrait entraîner l'interruption de la mission et dans le pire des scénarios la mort de l'équipage. Par sécurité, l'équipage ouvre les interrupteurs qui contrôlent les valves. Après plusieurs tests, l'équipe au sol détermine que le problème est dû à un court-circuit de l'interrupteur de contrôle d’ouverture des valves. Grâce à la redondance des systèmes les plus critiques prévue par les concepteurs, la procédure d'allumage du moteur est modifiée pour éviter une mise à feu non souhaitée.
Le contrôle au sol annule la première correction de trajectoire. Le temps libéré est utilisé pour placer le vaisseau en contrôle thermique passif (qualifié de « mode barbecue ») : le vaisseau est mis en rotation lente autour de son axe principal pour que toutes ses faces soient alternativement à l'ombre et exposées au Soleil. Environ 15 heures après le lancement, l'équipage éteint les lumières de l'habitacle et se prépare à dormir.
Pour le second jour de la mission, l'équipage doit effectuer la première correction de trajectoire et réaliser un premier examen du module lunaire pour s'assurer de son bon état à la suite du lancement. Trente-deux heures après le décollage, le moteur principal est mis à feu durant 0,7 seconde modifiant la vitesse du vaisseau de 1,62 m/s. Cette manœuvre permet de vérifier que la procédure de contournement du problème de l'interrupteur, mise en place, est efficace et permet bien de contrôler la mise à feu du moteur. Après avoir commandé l'évacuation de l'air du module lunaire depuis le module de commande et de service, puis l'avoir repressurisé, l'équipage ouvre l'écoutille et pénètre dans l'atterrisseur lunaire. Scott et Irwin entament une longue séquence de vérification qui dure près de deux heures : la position des interrupteurs (un peu moins de 200) est vérifiée et les systèmes de télécommunications, électriques et support de vie sont testés. Certains équipements sont transférés depuis le module de commande et de service et éventuellement installés sur leur support dans le module de service (caméras). Les astronautes découvrent que le verre protégeant l'un des cadrans s'est brisé, sans doute durant la phase de lancement. Ils doivent collecter méticuleusement les morceaux de verre éparpillés dans l'habitacle pour éviter de les ingérer en l'absence de gravité ou que des bouts se glissent dans leur combinaison spatiale. Le compteur mécanique protégé par le verre joue un rôle essentiel dans la mission : il restitue la distance avec le sol lunaire et la vitesse de descente ainsi que la distance entre le module lunaire et le module de commande. Le cadran n'étant plus étanche, il est soumis à des conditions de fonctionnement pour lesquelles il n'est pas conçu. Une fois ces tests achevés, les astronautes repassent le sas et consomment leur repas dans le module de commande et de service. L'équipage entame ensuite sa deuxième nuit dans le vaisseau. Il s'est écoulé 40 heures depuis le décollage.
La principale activité du troisième jour de la mission est l'expérience sur les phosphènes. Ces flashs lumineux avaient été observés par les astronautes des missions précédentes durant leur temps de repos alors qu'ils avaient leurs yeux fermés. Les médecins de la NASA ont mis au point une expérience dans le cadre de la mission Apollo 15 pour tenter de déterminer l'origine du phénomène. Durant près d'une heure, après avoir abaissé les volets masquant les hublots, les astronautes, les yeux bandés et en maintenant leur position fixe, décrivent la position, la couleur et la durée de ces flashes. On attribue aujourd'hui ce phénomène à un effet Vavilov-Tcherenkov provoqué par des rayons cosmiques très énergétiques (interceptés sur Terre par l'atmosphère) frappant l'œil,.
Après cette expérience, l'équipage évacue de nouveau l'atmosphère du module lunaire dans le but de purger la cabine de tous les résidus de verre puis la remettent sous pression avant d'y pénétrer et de vérifier que tout est en ordre. Au cours de la journée, le vaisseau franchit le point au-delà duquel le champ de gravité de la Lune devient prépondérant par rapport à celui de la Terre. Après une journée calme, l'équipage découvre une fuite d'eau dans le module de commande. En apesanteur, l'eau forme une bulle qui flotte. Les équipements du vaisseau sont conçus pour être étanches mais la présence de multiples gouttes d'eau flottant pourrait rendre rapidement la cabine invivable pour l'équipage. Les astronautes découvrent que la fuite venait d'un mauvais serrage de l'écrou solidarisant le tuyau d'arrivée d'eau à la pompe à chlore chargée d'empêcher le développement des bactéries et champignons. Le problème est facilement corrigé. L'équipage entame sa troisième nuit à bord du vaisseau, 62 heures après le décollage.

### Insertion en orbite lunaire

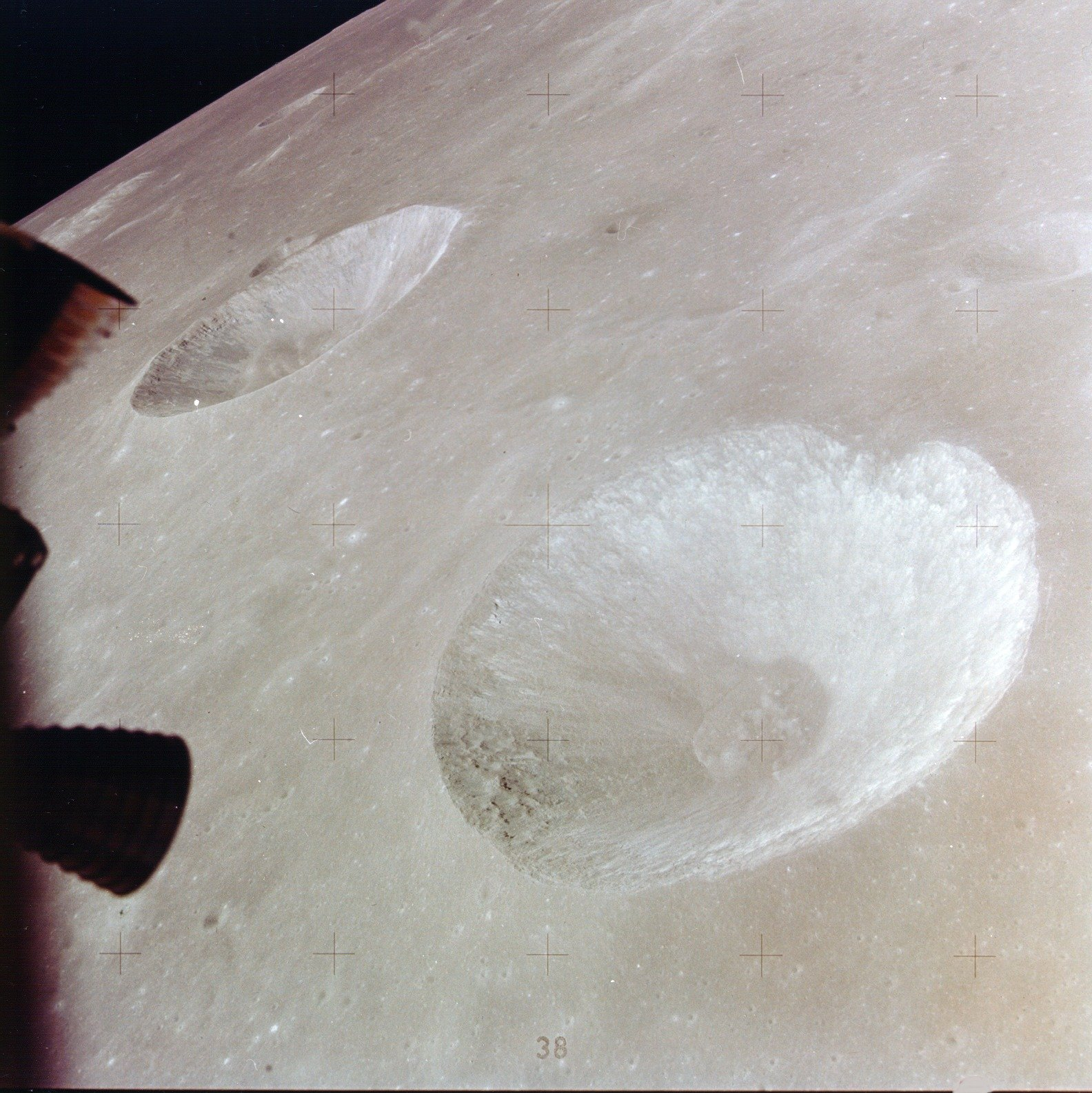
Le cratère Le cratère Carmichael photographié depuis le vaisseau Apollo 15.

Le quatrième jour de la mission le moteur principal du vaisseau est mis à feu durant 0,91 seconde pour affiner la trajectoire en modifiant la vitesse de 1,65 m/s. Le principal événement de cette journée est l'insertion en orbite lunaire. Mais avant celle-ci les astronautes doivent éjecter le panneau qui recouvre les caméras et autres instruments scientifiques formant le (Science Instruments Module, SIM) installés dans le module de service. Ceux-ci doivent en effet être prêts à fonctionner dès que le vaisseau sera proche de la Lune. Le panneau doit être éjecté par un dispositif pyrotechnique (cordon détonant). Les astronautes enfilent leur combinaison spatiale (sans mettre toutefois leur casque et leurs gants) pour pouvoir faire face rapidement à une éventuelle dépressurisation car c'est la première mission Apollo à effectuer une telle opération. L'explosion est à peine ressentie par l'équipage qui filme par un hublot la porte éjectée qui s'éloigne dans l'espace.
78 heures 23 minutes et 31 secondes après le lancement, le vaisseau passe derrière la Lune. Les communications avec la Terre sont interrompues. Huit minutes plus tard, le moteur principal du vaisseau, le SPS, est mis à feu durant 6 minutes et 38 secondes pour insérer le vaisseau sur une orbite lunaire. En restant sur sa trajectoire le vaisseau reviendrait vers la Terre : à la suite de cette réduction de vitesse, le vaisseau circule désormais sur une orbite elliptique de 313 km × 109,3 km. L'essentiel de la première heure en orbite lunaire consiste à décrire le terrain et les formations lunaire survolées. Les astronautes — notamment Worden — ont reçu un entraînement dans le domaine de la géologie qui leur permet d'effectuer une description fidèle des formations observées sur le terrain. Les astronautes réalisent également de nombreuses photographies en profitant de l'inclinaison orbitale relativement élevée qui leur permet de survoler des régions différentes des missions précédentes.

### Atterrissage
La procédure de descente (Descent Orbit Insertion, DOI) s'effectue aussi "derrière" la Lune, lors de la seconde orbite. Le vaisseau se plaçant ainsi en orbite excentrique 108,9 km × 17,6 km, le point le plus bas se situant au-dessus de leur lieu d’atterrissage (Rima Hadley situé dans la mer de Palus Putredinis). La présence de mascons sur le trajet était supposée, mais inconnue. Le centre de contrôle au sol avait prédit que le lendemain, leur périsélène aurait chuté pour se stabiliser à 16,1 km environ — estimation qui se révéla trop optimiste.
L'équipe fut réveillée 18 minutes plus tôt que prévu, lorsqu'il se révéla que leur orbite avait été modifiée : 108,8 km × 14,1 km. Il fallait donc qu'ils effectuent une manœuvre rapidement, ce qu'ils firent en allumant le moteur du module de contrôle (Reaction Control System, RCS) durant 20 secondes, gagnant 0,94 m/s. Cela replaça leur périsélène à environ 17,8 km.
Lors de la onzième orbite, Scott et Irwin prirent place dans le Falcon (module lunaire), activant ses instruments et vérifiant son fonctionnement, pour préparer la séparation. Ils mirent à jour l'ordinateur de guidage sur le module lunaire et effectuèrent des visées télémétriques au sol pour préciser la position enregistrée du lieu d'atterrissage. La séparation devait se produire à la fin de cette onzième orbite, mais un câble mal placé retarda cette opération. Après que Worden eut effectué les corrections, la séparation se réalisa sans problème. Ce retard eut pour effet un atterrissage retardé et la nécessité d'une mise à jour des marquages au sol.
104 heures, 30 minutes et 12 secondes après le lancement, le moteur de descente du Falcon est allumé. Brûlant à 10 % de ses capacités pendant les 26 premières secondes pour que l'ordinateur de guidage puisse adapter la poussée afin de placer le module lunaire sur une trajectoire adéquate avant de passer à pleine puissance. Irwin confirma que le système de guidage en cas d'abandon (Abort Guidance System, AGS) et le système principal de navigation (Primary Guidance and Navigation System, PGNS) s'accordaient sur leur altitude et leur vitesse de descente. Trois minutes plus tard, l'ordinateur effectue une rotation du vaisseau, afin que le radar puisse analyser la surface. Encore trois minutes après, ils étaient à 9 000 m de la surface.
Sur Terre, le directeur de vol apprit que les données de suivi indiquaient un atterrissage à 900 m au sud du site prévu. Bien qu'il ait préféré en premier lieu ne pas en informer l'équipage, le capcom Ed Mitchell le poussa à le faire. Scott, ce temps durant, essayait de voir la surface depuis son hublot, tentant en vain d'apercevoir la crevasse Hadley. D'après les simulations, il était possible qu'elle ne soit pas visible. Après neuf minutes et 10 secondes de propulsion, l'ordinateur de bord du module lunaire lança le Program 64 et le module lunaire se redressa, de sorte que l'équipage put voir le sol. Utilisant des mesures manuelles réalisées par Irwin et lui-même, Scott trouva le lieu d'atterrissage prévu par l'ordinateur et pouvait éventuellement prendre le contrôle manuel de la navigation pour corriger la trajectoire finale. Il le fit 18 fois, déplaçant le module de 338 mètres dans la direction de l'orbite et de 409 mètres au nord.
Irwin récupérait l'altitude et la vitesse de descente. À 120 m, l'ordinateur démarra le Program 66 destiné à préparer l'atterrissage proprement dit, et repassant tous les contrôles en mode manuel. Passé 37 m, Scott remarqua qu'il soulevait de la poussière — arrivant entre 18 et 15 m, la vue extérieure était entièrement obscurcie par cette poussière. Irwin annonça alors que la lumière de contact s'était allumée, indiquant que l'une des « pattes » du Falcon avait touché le sol. Scott coupa immédiatement le moteur, de peur qu'une tuyère ne frappe la surface, ce qui aurait pu l'abîmer ou y faire rentrer de la poussière et compromettre leur voyage de retour. Leur vitesse de descente à ce moment était estimée à 2 m/s, soit deux fois plus que lors des missions précédentes. Scott informa le contrôle au sol :
« Okay, Houston. The Falcon is on the Plain at Hadley. » ("Ok , Houston. Le Falcon est dans la plaine de Hadley.")
Le module lunaire était penché de 10° vers l'arrière-gauche, soit 5° en dessous du maximum acceptable. Il se posa sur le bord du cratère (26° 06′ 04″ N, 3° 39′ 10″ E), endommageant la turbine de son moteur. Ils étaient à 600 m au nord et 175 m à l'ouest du site prévu, ce qui, grâce au rover lunaire, ne poserait pas de gros problèmes.

## Le séjour sur la Lune

### Observations depuis la surface

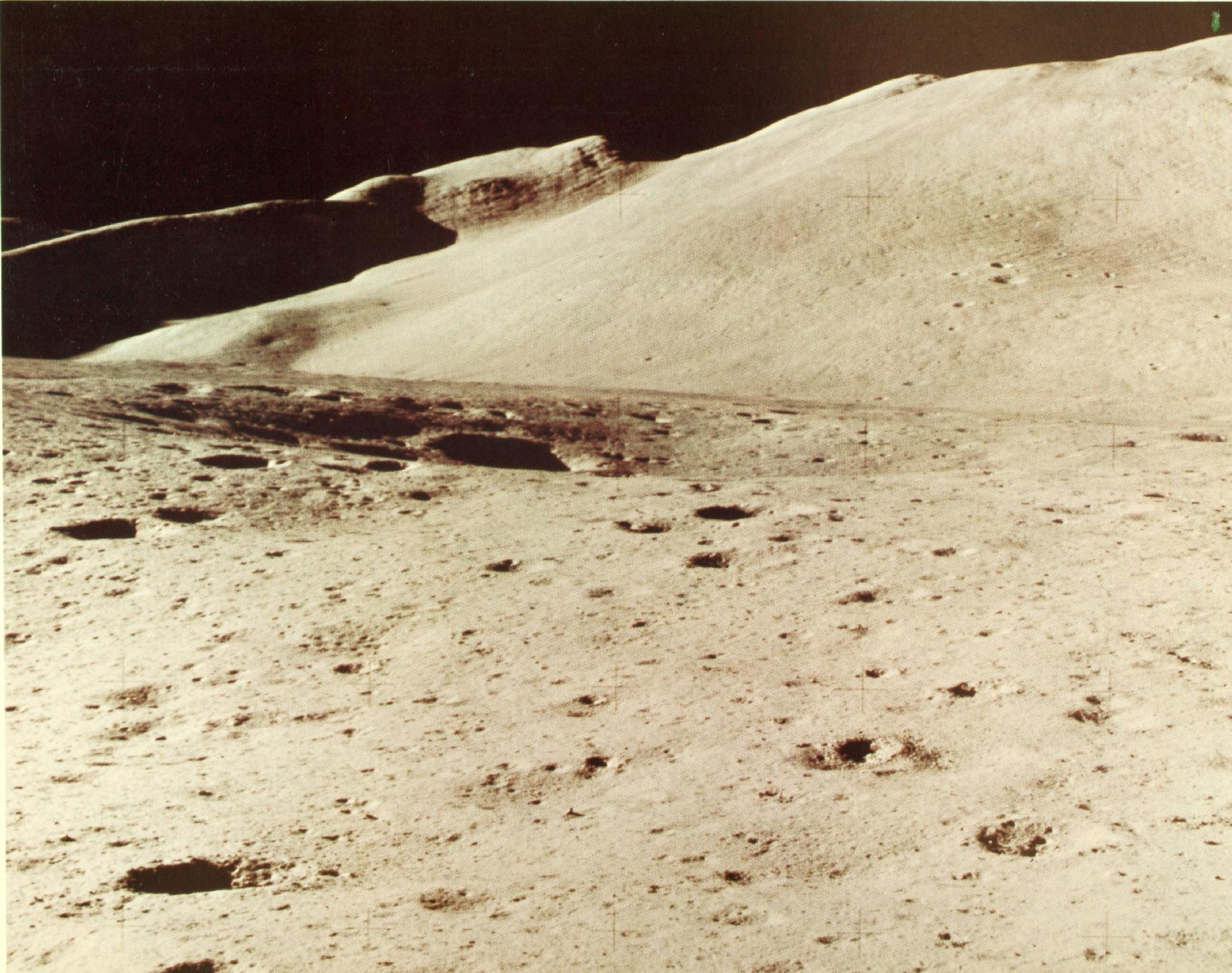
Le site d'atterrissage photographié depuis le module lunaire après l'atterrissage.

Il était prévu, qu'une fois le module lunaire posé, son équipage aille dormir. Scott et Irwin étaient conscients qu'ils ne pouvaient pas effectuer une sortie extravéhiculaire d'une durée de sept heures sans s'être reposés auparavant. Néanmoins, Scott avait insisté pour avoir un aperçu des lieux avant d'aller se reposer. Il avait réussi à obtenir des responsables de la mission qu'il puisse faire une brève sortie en passant une tête par l'écoutille située au sommet du module lunaire. Il devait effectuer des photos notamment avec un appareil doté d'un téléobjectif de 500 millimètres. C'était la première fois qu'un téléobjectif était emporté à la surface de la Lune et les astronautes avaient dû longuement argumenter pour justifier le surcroît de masse (environ 500 grammes).
Deux heures après l'atterrissage, ils dépressurisent le module lunaire, puis démontent l'écoutille utilisée pour passer normalement dans le module de commande. Scott se tient debout sur le capot du moteur de l'étage supérieur et puis sort son torse du module en utilisant ses coudes pour se maintenir dans cette position. Il parvient à se maintenir dans cette position malgré sa masse (135 kg avec la combinaison spatiale mais son poids n'est que de 23 kg à la surface de la Lune). Il effectue d'abord un panorama stéréo du paysage avec un objectif de 60 mm, puis photographie des lieux intéressants (montagnes, cratères) avec le téléobjectif avant de réaliser de nouveau un panorama couleur avec l'objectif de 60 mm. Les premières observations radar réalisées depuis la Terre semblaient indiquer que la région était recouverte de blocs rocheux, rendant impossible l'utilisation du rover lunaire. Mais Scott put observer que les rochers aux alentours faisaient au plus vingt centimètres de large et qu'il n'y avait là rien qui puisse empêcher l'utilisation du rover lunaire. Trente minutes plus tard, Scott réintègre le module lunaire. Les astronautes referment l'écoutille puis repressurisent le module lunaire.
Tandis que les astronautes dorment, le centre de contrôle s'inquiète d'une diminution de pression progressive mais anormale dans les réserves d’oxygène du module lunaire. Pour conserver de l'énergie durant la nuit, seule une fraction des télémesures sont transmises et celles-ci ne permettent pas de faire un diagnostic précis. Ne souhaitant pas réveiller l'équipage, les contrôleurs au sol préférèrent attendre le lendemain pour trouver la source de l'anomalie. Le directeur de vol Peter Frank décide de réduire la durée de leur sommeil d'une heure afin de disposer de l'ensemble des données. Le problème vient de la valve de l’éliminateur d’urines (Urine Transfer Device) qui, communiquant avec l'extérieur, est restée ouverte. Au total, 3,6 des 43 kg d’oxygène ont été perdus. Scott et Irwin inscriront dans leur rapport que l'équipe au sol aurait dû les réveiller dès la détection de la fuite.

Site d'atterrissage
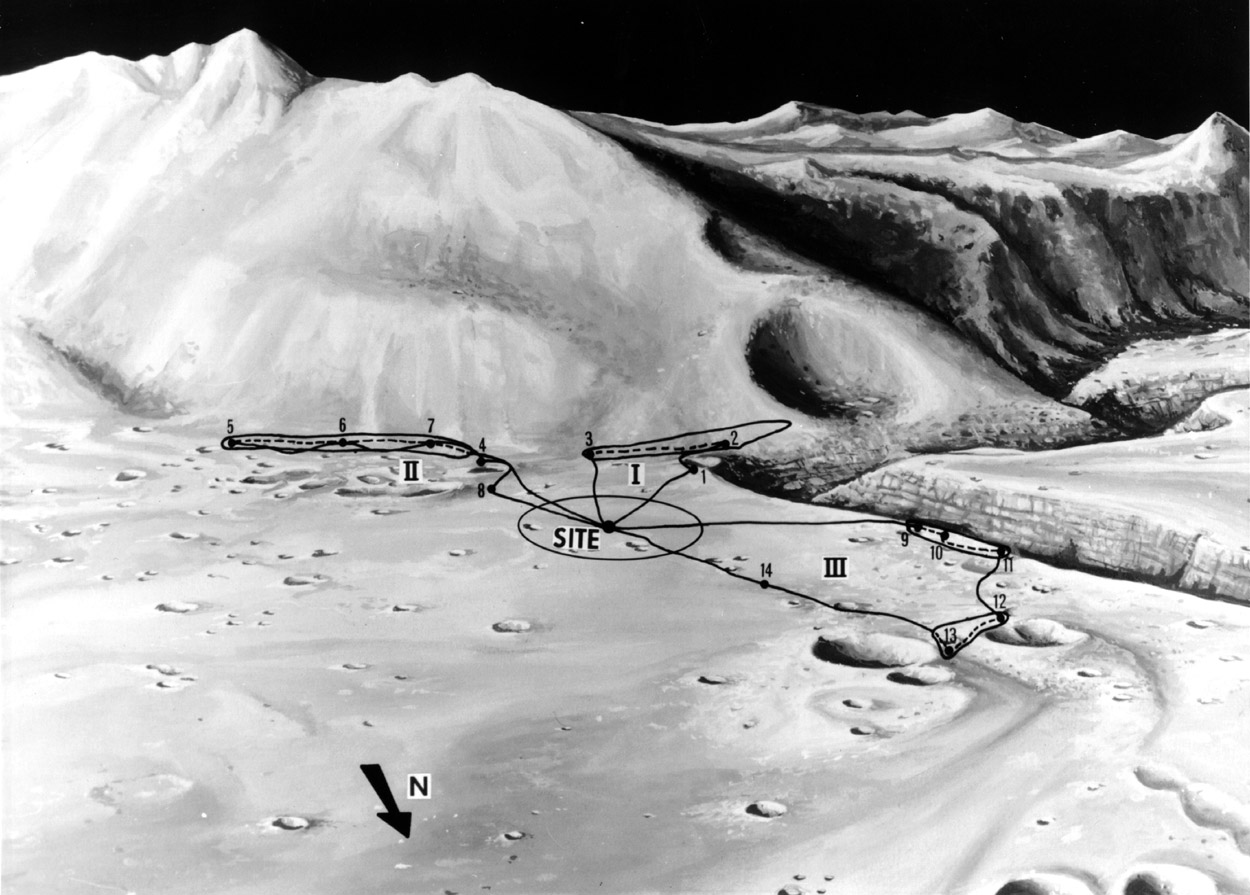
Schéma du site et tracé des sorties extravéhiculaires prévues.
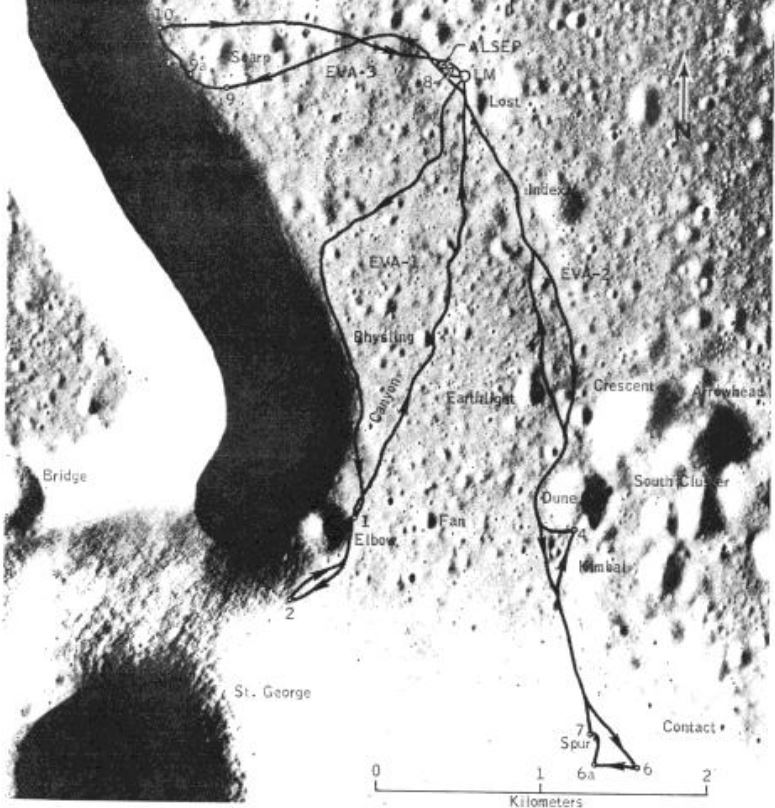
Tracé des sorties extravéhiculaires effectuées

### Première sortie à la surface de la Lune

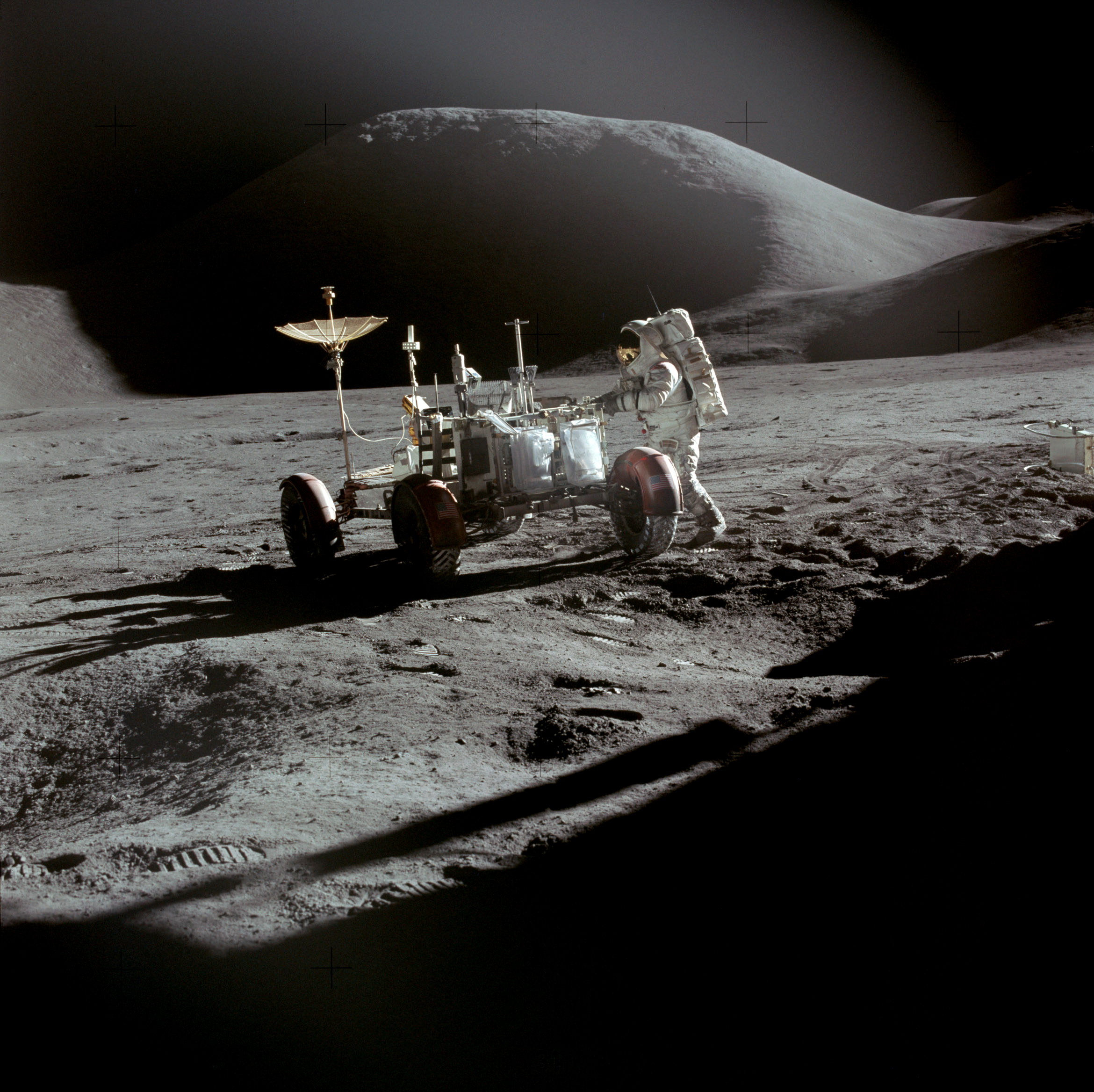
Irwin photographié à côté du rover lunaire à la fin de la première sortie extravéhiculaire.

#### Premiers pas sur le sol lunaire
Les deux astronautes d'Apollo 15 sont les premiers à avoir dormi dans le module lunaire sans leur combinaison spatiale. Cela impose d'enfiler celle-ci afin d'effectuer une sortie extra-véhiculaire. Compte tenu des vérifications indispensables imposées par son utilisation durant près de 7 heures dans le vide spatial et de la longue procédure conduisant à l'ouverture de l'écoutille, la sortie sur le sol lunaire ne commence que quatre heures après leur réveil. Scott est le premier à quitter l'habitacle, devenant le septième homme à poser le pied sur la Lune. Comme tous ses prédécesseurs, il a préparé une petite phrase qu'il prononce au moment où il touche le sol lunaire, :« Alors que je me tiens ici à Hadley devant les merveilles de l’inconnu, je me rends compte qu’il y a une réalité fondamentale qui caractérise notre nature. L’Homme doit explorer. Et ceci est l’exploration à son sommet. ».
Après avoir inspecté le module lunaire, Scott récupère les équipements du MESA (Modularised Equipment Stowage Assembly) qui sont rangés dans un des compartiments de l'étage de descente du module lunaire et doivent être utilisés durant la sortie extravéhiculaire : la caméra de télévision, les sacs utilisés pour stocker les échantillons de roches qui seront collectés, des batteries, des filtres à air pour les combinaisons spatiales et d'autres équipements. Environ sept minutes après Scott, Irwin pose à son tour le pied sur le sol lunaire. Sa première tâche est de collecter rapidement quelques échantillons de roches lunaires. Si les astronautes doivent repartir rapidement pour faire face à une urgence, ils ne reviendront ainsi pas les mains vides. Mais, ces échantillons ont une valeur discutable, car ils sont prélevés sur une portion de terrain qui été perturbée par le jet du moteur du module lunaire au moment de son atterrissage.

#### Déploiement du rover
Scott place la caméra sur un trépied et pointe l'objectif de manière que le centre de contrôle puisse observer le déploiement du rover lunaire. Celui-ci occupe une baie entière de l'étage de descente. Il est stocké en position repliée sur une palette que les astronautes abaissent pour libérer le véhicule. Le rover est déployé par un ingénieux système de ressorts et de cordes agissant via des poulies. Les deux hommes commencent à tirer sur ces cordes mais ils rencontrent quelques problèmes car le module lunaire n'est pas parfaitement à l'horizontale. Ces ennuis sont toutefois rapidement résolus et le rover lunaire est opérationnel en quelques minutes.
Scott est le premier à prendre le volant du rover sur le sol lunaire. Il effectue un premier test en faisant le tour du module lunaire. Les essieux arrière et avant sont tous deux orientables, ce qui permet de réduire le rayon de braquage à 3 mètres. Mais durant le test effectué par Scott seul l'essieu arrière accepte de pivoter. Pour une raison mystérieuse, l'essieu avant se remettra à fonctionner au début de la deuxième sortie extravéhiculaire. En s'installant sur les sièges du rover, les astronautes constatent que leurs combinaisons spatiales, rigidifiées par la pression interne, s'adaptent difficilement à la position assise. Durant les répétitions sur Terre, ce problème n'était pas apparu car la combinaison se pliait sous un poids six fois plus important. Les astronautes trouvent une solution en inclinant en arrière le dossier de leur siège,.
Bien qu'une redondance systématique permette au rover de fonctionner en cas de panne d'un de ses composants, la NASA a décidé que les astronautes devaient dans tous les cas disposer de suffisamment d'oxygène pour retourner au module lunaire à pied en cas de panne de leur véhicule. Cette consigne limite le rayon d'action du rover lunaire à 10 km en début d'excursion, cette distance diminuant au fur et à mesure du déroulement de la sortie et de l'épuisement des consommables vitaux contenus dans le scaphandre des astronautes. Aussi, leur premier arrêt se situe au point le plus éloigné de la sortie. S'orienter sur la Lune est plus difficile que sur Terre car l'absence de magnétisme naturel ne permet pas d'avoir recours à une boussole ou un compas ; de plus, la taille réduite de la Lune rapproche l'horizon qui se situe à environ 3 km en terrain plat. Le rover est doté d'un système de navigation relativement sophistiqué. Celui-ci remplit deux fonctions : il fournit en permanence la position du module lunaire par rapport au rover en indiquant sa distance et sa direction (cap) et il permet aux astronautes de se diriger en fournissant le cap suivi (par rapport au nord lunaire) et la distance parcourue. Toutes ces données sont affichées sur le tableau de bord.
Pour cette première sortie à la surface de la Lune, Scott et Irwin doivent se rendre jusqu'aux contreforts du mont Hadley Delta en longeant la crevasse Hadley. Ils doivent également profiter de cette traversée pour identifier de manière plus précise la position de leur site d'atterrissage. Leur premier objectif est le cratère Elbow (coude en français) ainsi désigné parce que celui-ci jouxte un coude de la crevasse Hadley.

#### Le cratère Elbow (station 1)
Scott se dirige vers son premier objectif à une vitesse de 9 km/h. Si cette vitesse semble lente selon les standards terrestres, elle est rapide pour les astronautes compte tenu de la rugosité du terrain et de la faible garde au sol du rover (35 centimètres à pleine charge). Durant ce premier déplacement, Scott et Irwin ont le plus grand mal à identifier les lieux traversés. La position précise du site d'atterrisage leur est inconnue et les cartes dont ils disposent sont de peu d'utilité. Mais la route qu'ils doivent suivre longe la crevasse Halley ce qui leur permet à coup sur de trouver le site de leur premier arrêt.
En arrivant à Elbow (Station 1), Irwin commence par réaliser un premier panorama photographique du site. Pendant ce temps, Scott tourne l'antenne parabolique vers la Terre pour permettre au centre de contrôle de télécommander la caméra de télévision. Ed Fendell au centre de contrôle est chargé de piloter la caméra. Il effectue avec celle-ci un panorama qui permet aux géologues travaillant dans une des salles annexes d'effectuer directement leurs observations. Ces spécialistes peuvent ainsi garder une trace de toutes les opérations effectuées par les astronautes en attribuant un numéro à chaque échantillon collecté et en rédigeant une description de la roche et du site sur lequel elle a été prélevée. Scott et Irwin prélèvent des échantillons en partant de la bordure du cratère puis régulièrement en s'éloignant le long d'un rayon. Après avoir placé un gnomon à l'ouest destiné à étalonner les couleurs, chaque roche est photographiée puis placée dans un sac numéroté. En 10 minutes, les astronautes prélèvent 4 roches. Ils rembarquent alors à bord du rover et se dirigent vers leur objectif suivant, le cratère Saint-George.

#### Au pied du mont Hadley Delta (station 2)

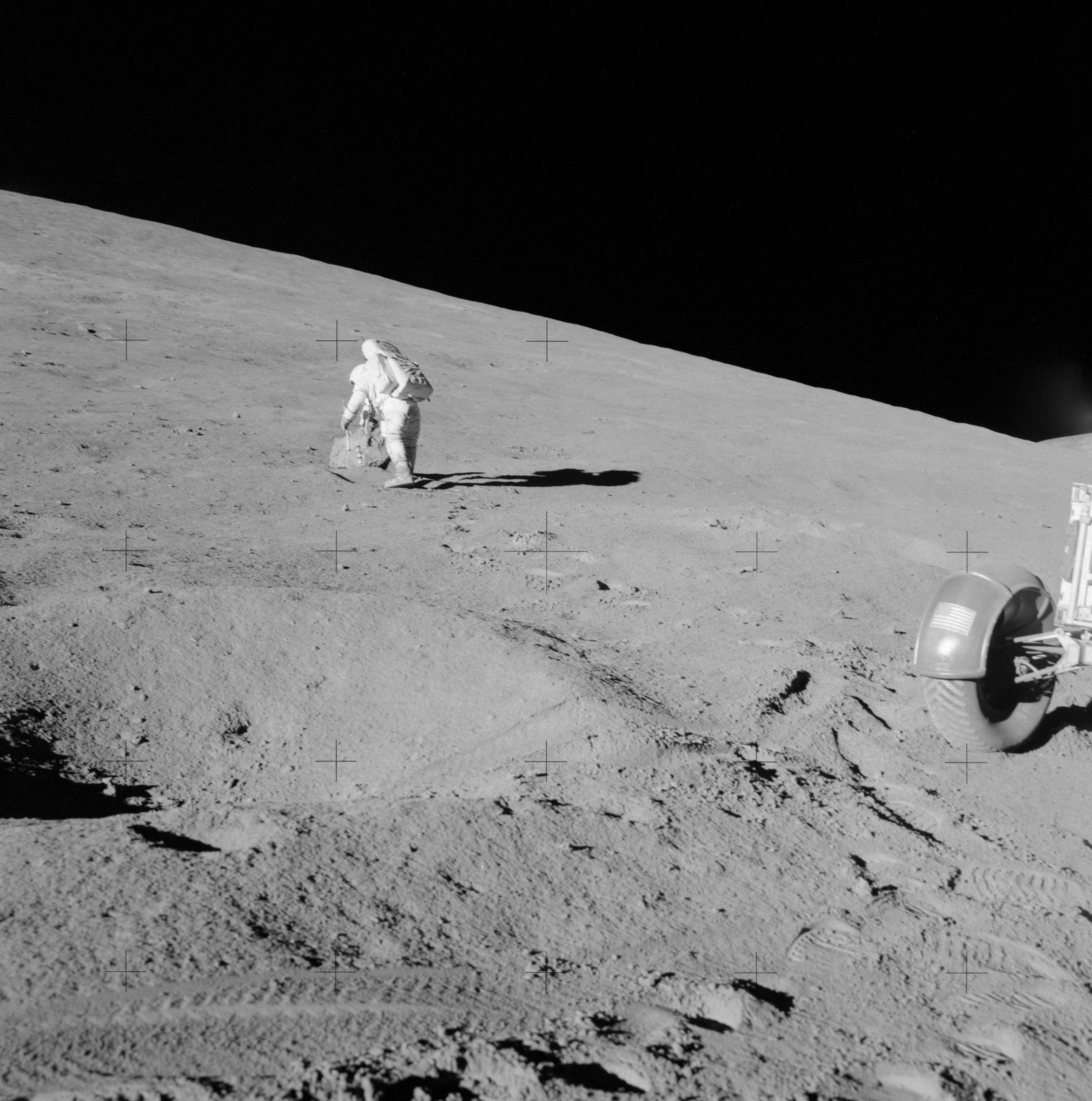
Dave Scott étudie une roche près de la Station 2.

Scott et Irwin roulent 500 mètres pour arriver près du cratère Saint-Georges, de 3 kilomètres de diamètre. Le site est l'objectif principal de la sortie et il est prévu d'y passer 45 minutes. Il était prévu de déterminer la structure géologique du mont Hadley Delta en collectant des roches éjectées par l'impact à l'origine du cratère. Mais les astronautes en s'approchant ne trouvent aucun éjecta. Ils abandonnent cet objectif et se dirigent vers un rocher situé près d'un cratère de 6 mètres de diamètre. Ce rocher de 1,5 mètre de diamètre n'a pas été éjecté par l'impact ayant formé le cratère mais provient sans doute du terrain alentour. Les astronautes commencent par prélever un échantillon du sol au pied de la roche puis un autre dans une dépression un peu plus bas. Scott déclare qu'il va retourner le rocher pour prélever un peu de sol en-dessous. Après plusieurs tentatives ils parviennent à prélever plusieurs échantillons. D'autres échantillons de petite taille sont ramassés en utilisant un râteau dont les fourches sont écartées d'environ 1 centimètre. La dernière tâche effectuée est le prélèvement d'une carotte du sol obtenue en enfonçant un tube avec un marteau,.

#### Retour au module lunaire
Le centre de contrôle annonce l'annulation de l'étude du cratère Flow car il ne reste plus assez de temps. Les deux astronautes remontent donc dans le rover et prennent la direction du module lunaire. En passant près d'Elbow, 125 m avant celui-ci, Scott repère un rocher basaltique près d'un cratère nommé Rhysling. Ne pouvant se résigner à l'abandonner, il décide de s'arrêter en donnant comme prétexte au centre de contrôle que sa ceinture de sécurité est devenue trop lâche. Il descend du rover, se rue vers le rocher, prend des photographies, prélève un échantillon puis retourne au rover. Pendant ce temps, Irwin tente de distraire le centre de contrôle en décrivant les cratères alentour. Cet acte de désobéissance ne sera découvert qu'après la mission, lorsque les échantillons seront analysés.

#### Déploiement de l'ALSEP
De retour au module lunaire, Scott et Irwin s'attellent au déploiement des instruments scientifiques de l'ALSEP (Apollo Lunar Surface Experiment Package) qui doivent recueillir différents types de données et les transmettre vers la Terre longtemps après leur départ. Scott est chargé de réaliser des forages dans le sol pour y placer des sondes thermiques tandis qu'Irwin installe d'autres instruments. Ceux-ci comprennent un sismographe passif, un magnétomètre, un spectromètre analysant les particules du vent solaire, un détecteur d'ions suprathermiques, une expérience à cathode froide, un détecteur de poussière lunaire. Irwin installe également un réflecteur laser (Lunar Laser Ranging Experiment, LLRE) et un analyseur de vent solaire. Les instruments sont reliés par des câbles à une unité centrale qui d'une part leur fournit de l'énergie à partir d’un générateur thermoélectrique et d'autre part recueille et transmet les données vers la Terre de manière automatique.
Scott rencontre des problèmes pour effectuer ses forages : il parvient à enfoncer facilement son foret sur les 40 premiers centimètres, puis l'opération devient de plus en plus difficile au fur et à mesure qu'il l'enfonce. Arrivé à une profondeur de 1,6 m (la moitié de ce qui était prévu) il ne parvient plus à progresser. Avec l'accord du centre de contrôle, il passa au trou suivant. Le couple exercé sur la perceuse a bloqué le mandrin et il doit utiliser une clé pour libérer celui-ci, ce qui le retarde davantage. Il n'aura atteint qu'un mètre de profondeur lorsque le centre de contrôle les informe qu'ils doivent revenir dans le module lunaire. Les astronautes ont passé 6 heures et demie à l'extérieur. Une défaillance de la combinaison spatiale d'Irwin a privé celui-ci d'eau pendant tout la sortie et l'astronaute est complètement déshydraté.

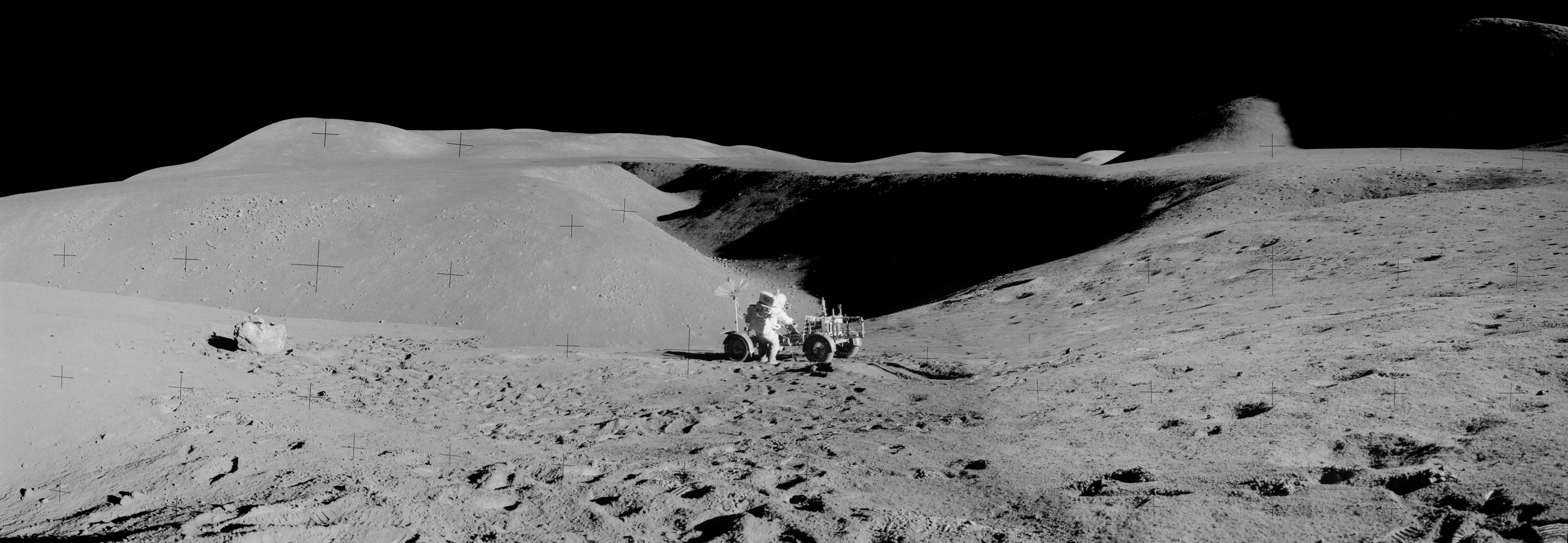
Le rover lunaire près de la station 2 durant la première sortie extra véhiculaire. En arrière plan, le cratère Elbow et la crevasse Hadley.

### Deuxième sortie à la surface de la Lune

#### Au pied du mont Hadley Delta
La deuxième sortie extravéhiculaire est de nouveau consacrée à l'exploration des contreforts du mont Hadley Delta mais cette fois les astronautes utilisent une route plus directe. Roulant à 9 km/h, ils traversent rapidement la plaine qui les sépare de leur objectif. Le premier arrêt programmé de la journée, (Station 4), a été annulé pour que les astronautes puissent achever le forage interrompu la veille près du cratère Dune. Ils s'arrêtent brièvement à Spur pour vérifier leur position, puis parcourent 3 km en longeant la base du mont jusqu'à la Station 5. Mais Scott trouve le site (baptisé Front) relativement inintéressant, et ils décident de poursuivre jusqu'à un emplacement situé à 3 km de Saint-George, 100 mètres au-dessus du pied de la montagne. Le terrain présente une pente de 10°.
Ce nouvel emplacement (Station 6) permet d'effectuer un travail intéressant. Les astronautes prélèvent d'abord un échantillon sur un cratère récent d'un mètre de diamètre qui est situé sur la bordure d'un cratère de 3 mètres, plus ancien. Puis ils sélectionnent d'autres échantillons de roche autour du rover. La plupart sont des brèches, mais l'un d'entre eux est du basalte porphyritique. Scott décide de descendre plus bas pour étudier un cratère de 12 mètres, le plus grand sur le site. Le centre de contrôle sur Terre leur demande de creuser pour étudier la nature du sol et de prélever une carotte du sol. Irwin creuse la tranchée tandis que Scott réalise les photographies. Puis ils prélèvent un échantillon du sol à l'intérieur du cratère,.
Ils reviennent au rover puis roulent avec celui-ci sur 200 mètres avant de s'arrêter devant un gros rocher, large d'environ 3 mètres repéré par Irwin pour ses caractéristiques singulières. Même pour parcourir cette faible distance, le rover leur permet de gagner du temps. La pente est telle (10 à 15°) que, une fois à l'arrêt, l'un des deux astronautes, doit rester près du rover pour l'empêcher de glisser vers le bas. En observant de plus près le rocher qu'ils ont repéré, Scott confirme ce qu'Irwin avait remarqué plus tôt : ce rocher présentait des teintes vertes, qui se révélèrent être liées à la présence d'oxyde de magnésium. De retour à bord du rover, ils roulent jusqu'au cratère Spur. Celui-ci est large de 100 mètres et profond de 20 mètres. Sur ses flancs les astronautes trouvent de petits fragments de roches dont un présentant une veine blanche. Irwin pense avoir trouvé un autre minéral jaune-vert, mais Scott remarque que la réflexion de la lumière sur leur visière — dorée — fausse la vision des couleurs,.

#### Le rocher de la genèse
Les deux astronautes aperçoivent ce qui allait devenir la roche lunaire le plus célèbre de tout le programme Apollo : l'échantillon 15415, baptisé par les médias « Genesis Rock (rocher de la genèse) ». Il s'agit à première vue d'une simple roche partiellement cristallisée, mais un œil plus attentif révèle qu'elle est constituée de plagioclase presque pure : de l'anorthosite. On pense tout d'abord avoir trouvé un morceau de la croûte primordiale de la Lune, mais des analyses ultérieures permettront de dater cet échantillon de 4,1 ± 0,1 milliards d’années, ce qui est bien plus récent que la Lune elle-même. À l'époque de sa formation la croûte était donc déjà solide. Il s'agit néanmoins d'une roche très ancienne, remontant probablement à l'imbrien supérieur. Sa masse est de 269,4 grammes. Le temps commençant à manquer, les astronautes décident de recueillir le plus grand nombre de morceaux de roche sur ce site. Ils prélèvent également 78 échantillons du régolithe.

#### Prélèvement d'une carotte à grande profondeur

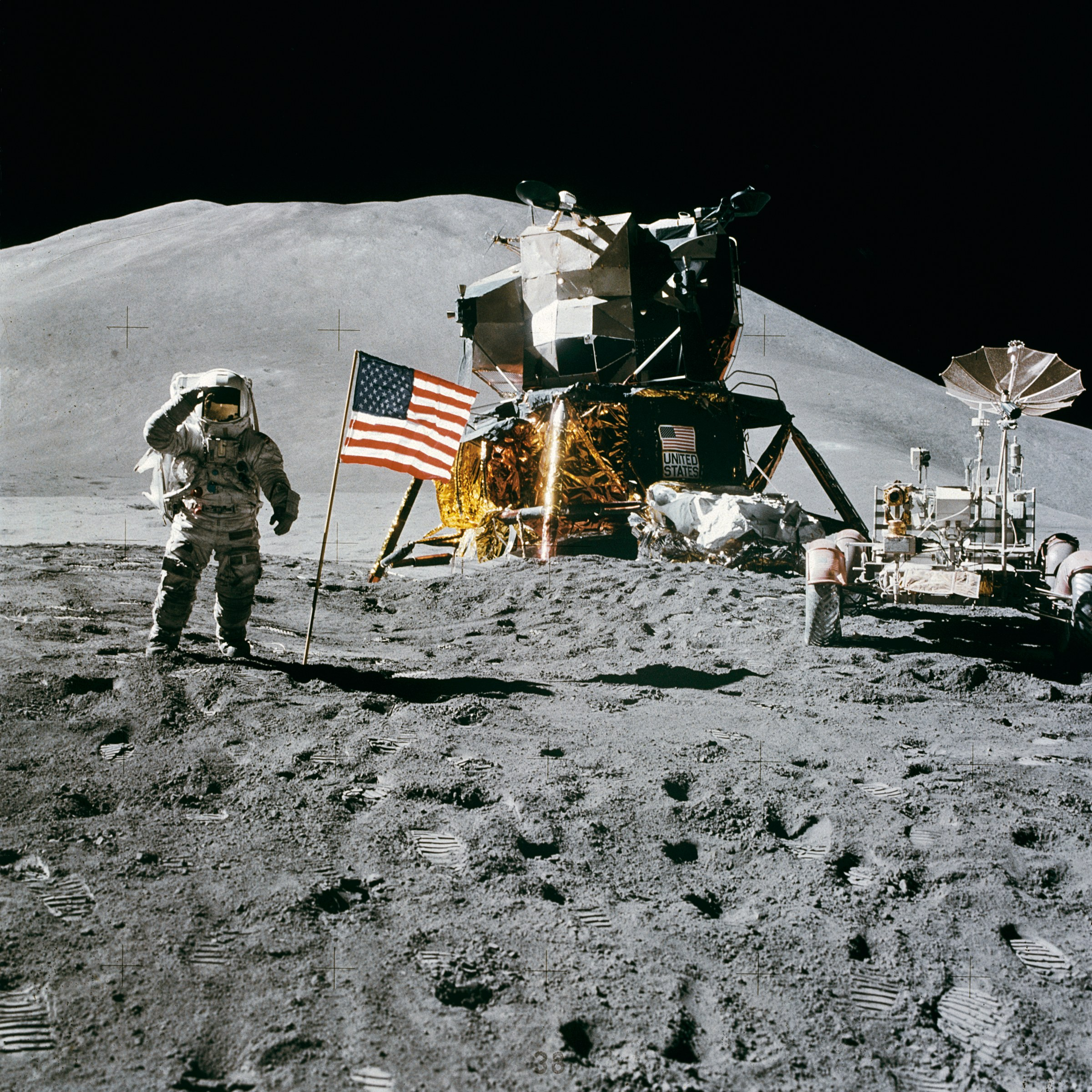
Irwin, saluant le drapeau des États-Unis, à la fin de la deuxième sortie extravéhiculaire.

Les deux hommes retournent ensuite à leur vaisseau en récupérant en route encore quelques échantillons. Le capcom Joseph P. Allen les informe à leur arrivée près du module lunaire qu'il leur reste une dizaine de minutes. La caméra d'Irwin n'a plus de pellicule et Scott prend le relais avec son appareil. Scott reprend ses forages. Irwin récupère quelques échantillons plus profonds autour de l'ALSEP. Comme le jour précédent, Scott a du mal à enfoncer le foret et il ne parvient à gagner que quelques centimètres, dépassant à peine un mètre. L'analyse faite après la fin de la mission révéla, de plus, que le forage était mal fait, les deux trous étant trop proches. Un pénétromètre est utilisé pour évaluer la résistance du régolithe. Scott perce un nouveau trou pour prélever une carotte du sol à grande profondeur : il parvient à enfoncer son foret; plus fin, de 2,4 mètres. Ne voulant pas y consacrer du temps le lendemain, il tente de retirer immédiatement cette carotte, mais il ne parvient pas à l'extraire de plus de 20 cm.
La dernière tâche de la journée consiste à hisser le drapeau des États-Unis. Cette deuxième sortie extravéhiculaire a duré 7 heures et 12 minutes.

### Troisième sortie à la surface de la Lune

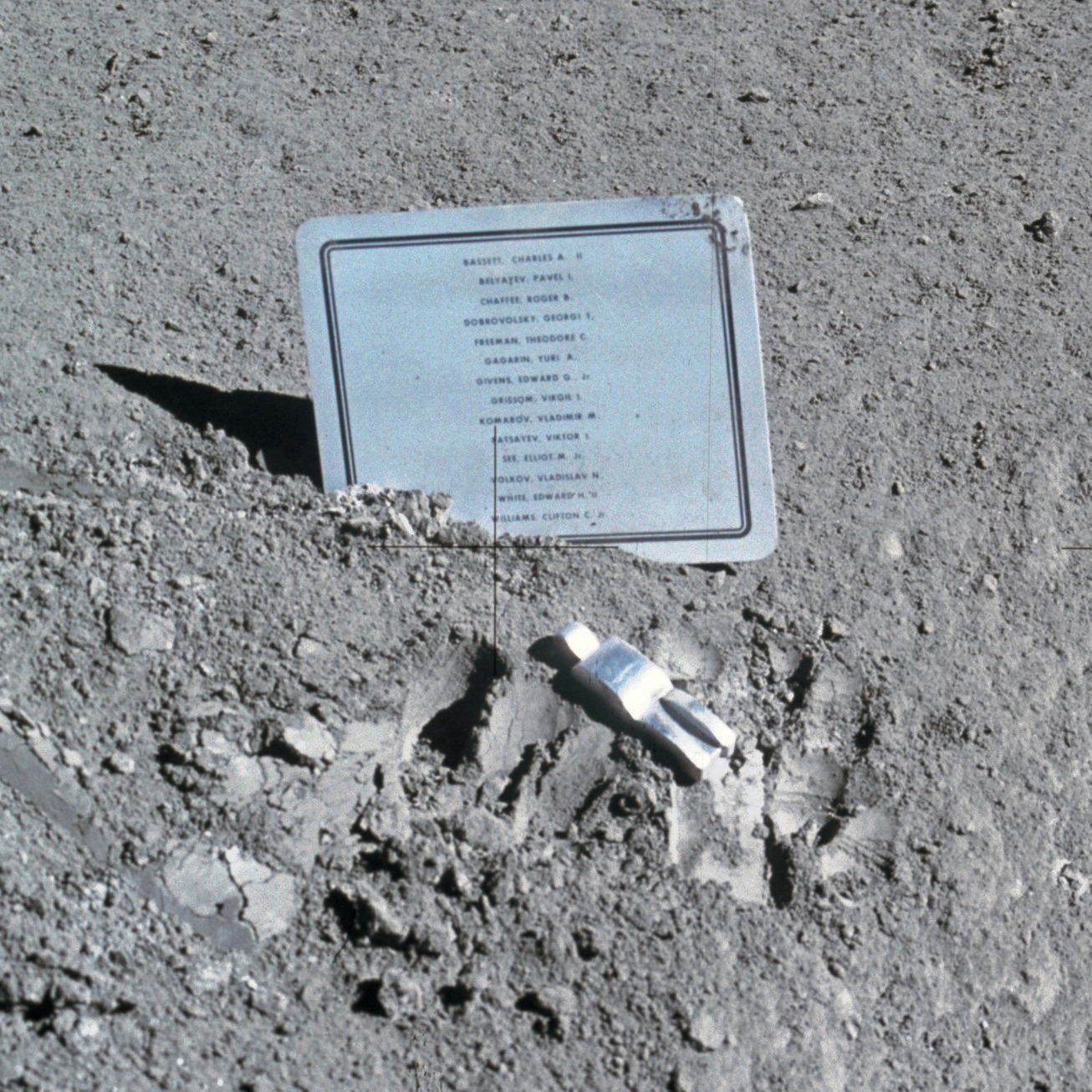
La plaque et la statuette Fallen Astronaut déposées à la surface la Lune par l'équipage d'Apollo 15 en mémoire des astronautes américains et russes décédés dans le cadre des missions spatiales.

#### Extraction de la carotte de sol
En cours de nuit, le centre de contrôle décide d'annuler l'exploration du complexe Nord, un groupe de collines au programme de l'excursion du lendemain. Le temps gagné doit permettre d'achever le prélèvement d'une carotte du sol considéré comme un objectif plus important. Les deux astronautes débutent leur troisième sortie extravéhiculaire en prenant la photo traditionnelle des missions Apollo les montrant à côté du drapeau américain, qui avait été planté dans le sol la veille. Ils se rendent ensuite sur le site de la station ALSEP pour retirer la carotte qu'ils n'avaient pu extraire la veille. Scott parvient, après beaucoup d'efforts, à extraire progressivement la tige contenant la carotte du sol,. L'analyse de l'échantillon effectuée sur Terre révélera que la densité et la concentration des morceaux de roche est très variable. Sur les 2,4 mètres de longueur de longueur, les scientifiques ont identifié plus de cinquante strates distinctes, d'une épaisseur comprise entre 0,5 et 21 cm. Les strates inférieures de la carotte, protégées par le sol au-dessus, n'ont pas été modifiées par les rayons cosmiques.

#### Tests du rover
Scott monte dans le rover et réalise, en roulant, un ensemble de tests d'accélération, freinage et virages définis par les ingénieurs pour tester le fonctionnement de l'engin. Irwin resté au sol filme ces essais avec une caméra 16 mm. Les deux astronautes prennent ensuite la direction de leur objectif du jour : la crevasse Hadley.

#### Station 9
En route pour leur premier objectif, les astronautes s'arrêtent pour prendre une photo d'un rocher qui pourrait être à l'origine d'un cratère situé juste à côté. Arrivé à une cinquantaine de mètres de leur premier objectif, le cratère Scarp, Scott décide de s'arrêter près d'un autre cratère de 15 mètres de diamètre présentant les mêmes caractéristiques; à savoir comportant des débris rocheux expulsés par l'impact qui pourraient donner une idée de la structure géologique de la crevasse Hadley. Scott ramasse quelques échantillons de roches qu'ils trouvent particulièrement lisses. Les scientifiques pensent que cette portion de terrain est la plus jeune jamais foulée par un astronaute sur la Lune,.

#### La crevasse Hadley
Les deux astronautes reprennent le rover pour avancer jusqu'à la crevasse Hadley. Sur place la vue est spectaculaire. Irwin réalise un panorama du site tandis que Scott photographie avec le téléobjectif de 500 mm la face opposée de la crevasse située à une distance d'environ un kilomètre. L'un des buts de la mission Apollo 15 était de prélever sur son site d'origine des échantillons de la roche-mère mise à nu. En effet lors des missions précédentes, les roches basaltiques collectées avaient toutes été éjectées de leur site d'origine par un impact. Les astronautes tentent d'identifier sur les parois de celle-ci des strates qui pourraient permettre aux géologues de déterminer si la lave qui avait rempli Palus Putredinis a coulé en une seule fois ou si le processus s'est étalé dans le temps. Grâce à l'inclinaison du terrain alentour, Scott et Irwin parviennent à distinguer sur la face opposée de la crevasse plusieurs strates sur les 60 premiers mètres, la plus apparente formant une couche gris-clair située immédiatement sous le rebord.

Irwin commence à prélever des échantillons en s'éloignant de la crevasse. Il trouve une roche rectangulaire présentant des strates mais sa taille (50 cm) ne permet pas de la ramener sur Terre et il se contente de la photographier. Scott, en pivotant pour observer un détail de la crevasse qu'Irwin vient de lui faire remarquer, se prend les pieds dans une roche et tombe sur ses mains en laissant s'échapper l'appareil photo muni de son téléobjectif. La combinaison spatiale comme le téléobjectif ne subissent aucun dégât. Ils se dirigent ensuite vers un cratère de 3 mètres de diamètre et prennent des échantillons de rochers de 1 mètre situés aux alentours dont les surfaces planes indiquent qu'ils se sont détachés le long de lignes de fracture. Scott obtient du centre de contrôle du temps supplémentaire pour prélever un échantillon sur une roche qu'il pense faire partie de la roche-mère. Sur Terre, les contrôleurs qui observent les images retransmises par la caméra du rover, s'inquiètent car Scott semble se situer au bord du précipice (là où la pente atteint 30%) mais Scott ne tient pas compte de leur avertissement. Il s'agit en fait d'une illusion d'optique, il se trouve à environ 8 mètres du bord. Après avoir récupéré plusieurs échantillons de roches, Irwin prélève une carotte du sol. Scott décide de ramasser un morceau de basalte rugueux de 9,5 kg, le plus gros qui fut ramené sur Terre par la mission et qui sera baptisé officieusement Great Scott. L'analyse de cette roche en laboratoire permettra de dater sa formation (environ 3,28 milliards années) et d'en déduire qu'elle résulte d'une des dernières coulées de lave ayant façonné la crevasse Hadley,.

L'expérience du marteau et de la plume.

#### Station 10
Les astronautes se dirigent alors vers leur dernier arrêt avant le module lunaire. Le contrôle au sol leur indique que d'ici 45 minutes ils devront être de retour au module lunaire et qu'ils n'ont plus le temps de collecter des échantillons de roches. Au grand désespoir de Scott et Irwin, Allen qui a été en contact avec eux tout ou long de la sortie, leur confirme qu'ils n'ont pas le temps de visiter le complexe nord. Scott s'arrête près d'un cratère de 60 mètres (station 10) et prend des photos de celui-ci et des roches avoisinantes avant de remonter dans le rover et de retourner vers leur base lunaire,.

#### Expérience de la plume et du marteau
Après avoir récupéré la carotte qui avait été extraite au début de la journée, Scott s'arrête au pied du module lunaire et décharge les sacs contenant les échantillons de roche qui doivent être ramenés sur Terre. Il réalise alors une démonstration montrant qu'une plume et un marteau sont soumis de la même manière à la gravitation et tombent donc à la même vitesse dans le vide,.

#### Fin de la sortie extravéhiculaire
Scott va garer le rover à environ 90 mètres du module lunaire de manière que la caméra télé de celui-ci puisse filmer le décollage du module lunaire. Il dépose à proximité la plaque de la mission, portant les noms des quatorze astronautes qui ont perdu la vie lors de la conquête spatiale ainsi qu'une petite statuette, intitulée Fallen Astronaut. Cette troisième et dernière excursion sur le sol lunaire aura duré 4 heures et 50 minutes. Scott et Irwin, après avoir chargé les échantillons de sol et les roches lunaires dans la cabine du module lunaire, réintègrent celle-ci et la repressurisent. Au total les astronautes auront foulé le sol sélène pendant 18 heures et 30 minutes et collecté près de 77 kilogrammes de roches lunaires.
Après avoir enlevé la partie dorsale de leur combinaison spatiale (le PLSS), ils dépressurisent brièvement la cabine et ouvrent l'écoutille pour le jeter à l'extérieur ainsi qu'un sac contenant différents objets qu'ils ne souhaitent pas emporter en orbite : chaque kilogramme supplémentaire entraîne la consommation d'ergols durant le décollage, or la marge de carburant dont dispose le module lunaire est limitée. Durant l'heure suivante, l'équipage se prépare au décollage en entrant les derniers paramètres de leur future trajectoire.

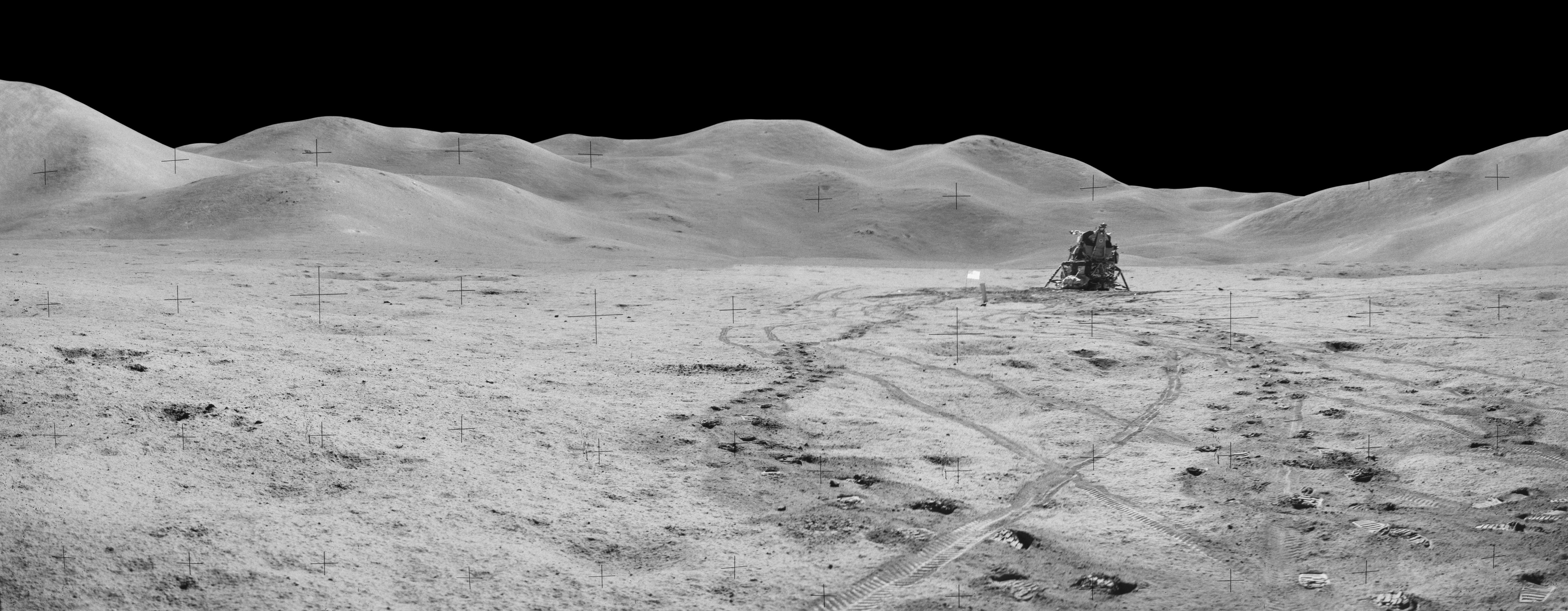
Le module lunaire photographié au cours de la troisième sortie extravéhiculaire près de la station 8. En arrière plan le Mont Hadley et les Swann Hills.

## Les activités de Worden en orbite lunaire
Durant les trois jours passés par Scott et Irwin à la surface de la Lune, Worden est chargé d'effectuer des observations depuis son vaisseau, Endeavour, en orbite et de réaliser des expériences scientifiques. Apollo 15 est la première mission à emporter un ensemble d'instruments installés dans une des baies du module de service (SIM). Cet ensemble comprend un appareil photographique panoramique, un spectromètre de rayons gamma, une caméra télémétrique, un altimètre laser, un spectromètre alpha, un spectromètre X et un spectromètre de masse. Worden devait manipuler les obturateurs et les lentilles et vérifier les instruments.
La plupart des observations effectuées par Worden portent sur la face « cachée » de la Lune, qui n'a jusqu'alors pas pu être observée en détail : les clichés réalisés par la caméra panoramique sont effectués avec une résolution spatiale d'un mètre à la surface. La caméra prend 1 529 clichés représentant 2 km de film. Au début de son séjour solitaire, Worden parvient, avec le sextant le Falcon une fois posé, mesure qui fut d'un intérêt majeur lors de la planification ultérieure de la mission[Quoi ?].
Une expérience d'un tout autre type consistait à mesurer la constante diélectrique de la surface lunaire. Pour cela, un signal radio était envoyé vers la Lune, réfléchi par sa surface puis reçu par un observatoire sur Terre. On essaie alors de mesurer l'angle de Brewster, auquel le signal réfléchi est le plus faible, et dépend directement de cette constante.
Les scientifiques étaient particulièrement intéressés par les roches ayant de hautes concentrations en samarium, uranium, thorium, potassium et phosphore. Ils leur avaient donné l'acronyme « KREEP » (K Rare earth elements P). Le spectromètre gamma était calibré pour détecter ce type de roches, observées lors des missions Apollo 12 et Apollo 14 — mais pas lors de la mission Apollo 11, qui se posa environ 1 000 km plus à l'est. Durant Apollo 15, la question était de savoir si les roches KREEP étaient réparties sur toute la surface lunaire, ou simplement localisées près des lieux d’atterrissage des missions précédentes. La mission révéla une concentration de ces roches dans Mare Imbrium, Mare Ingenii et notamment Aitken, qui sont plus rares ailleurs. Les observations confortent l'idée que l'impact météoritique à l'origine de Mare Imbrium excava des roches KREEP et les projeta à la surface.
Un des objectifs de l'observation concernait le cratère Aristarchus : en 1963, Jim Greenacre aperçut une lueur rougeâtre dans cette région, ce que confirmèrent quatre autres personnes, dont le directeur de l'observatoire Lowell. Apollo 15 était la première mission habitée à survoler le site. Worden n'aperçut dans un premier temps aucun phénomène, alors que la Lune était éclairée par la lumière réfléchie par la Terre.
Passant au-dessus de la région de Littrow, Worden remarque des « petits cônes irréguliers », qui constituèrent l'un des objets d'étude d'Apollo 17. Il se révéla qu'il ne s'agissait que de cratères d'impact.
Au cours de la troisième journée, Worden remarque des problèmes concernant le spectromètre de masse. Cet instrument est situé à l'extrémité d'une perche qui est déployée puis rétractée périodiquement. Mais, un témoin sur le tableau de bord signale que cette opération ne s'effectue pas correctement et Worden doit lancer la commande de rétraction à plusieurs reprises pour que la manœuvre réussisse. Lors de la sortie extravéhiculaire effectuée durant le retour vers la Terre, il inspecte l'instrument et observe que les barres de guidage de la perche sont presque en travers de celle-ci. Après de plus amples analyses, il remarqua que ces problèmes survenaient essentiellement lorsque la canne était dans l'ombre du vaisseau. Cela fut pris en compte et amena des modifications sur les instruments d'Apollo 16 et Apollo 17.
Après 146 heures de vol, Worden oriente le vaisseau pour pouvoir prendre des photographies de la région dans la direction opposée au Soleil afin d'observer la gegenschein et la lumière zodiacale. Parmi les autres objectifs non-lunaires, il devait prendre des photographies de la couronne solaire.

Décollage
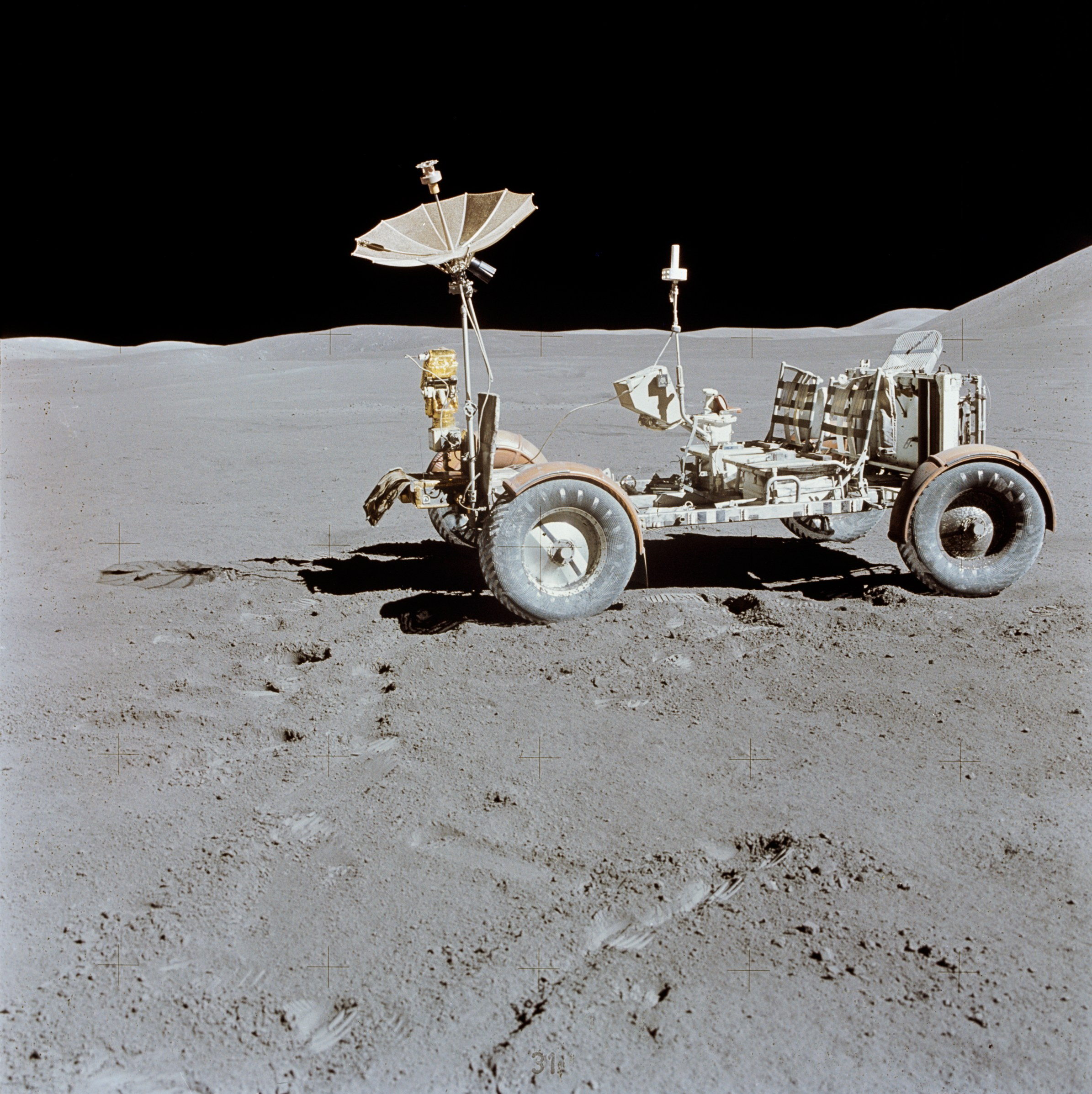
Le rover lunaire parqué sur son emplacement final après la troisième sortie extravéhiculaire.
- Décollage du module lunaire filmé par la caméra du rover lunaire.
- Décollage du module lunaire, filmé depuis l’intérieur de la cabine.

## Retour vers la Terre

### Décollage et rendez-vous avec le module de commande
Le module lunaire, avec Scott et Irwin à son bord, décolle de la surface de la Lune le 2 août à 17h 11 TU après y avoir séjourné 66 heures et 55 minutes. Dès que l'altitude de 15 mètres est atteinte, le module lunaire incline sa trajectoire, initialement verticale, de 54° en la rapprochant de l'horizontale pour optimiser l'accroissement de la vitesse orbitale. L'accélération très faible (un tiers de la gravité terrestre) est à peine ressentie par les astronautes. Le moteur de l'étage de remontée fonctionne durant sept minutes. Le module lunaire qui a acquis une vitesse de 1,85 km/s se place sur une orbite lunaire basse de (77,8 km × 16,7 km),. Capitalisant sur l'expérience des missions précédentes, la méthode de rendez-vous orbital adoptée dite méthode directe, permet aux deux vaisseaux de s'amarrer après une seule orbite au lieu de deux. Le module lunaire n'est pas exactement dans le même plan orbital que celui du vaisseau Apollo occupé par Worden et, après une phase de vol inertiel, le moteur est brièvement rallumé pour corriger la trajectoire.
Lorsque les deux vaisseaux ne sont plus qu'à environ 40 m l'un de l'autre, la phase critique de la manœuvre de rendez-vous est achevée. Cette distance est maintenue durant quelques minutes pour que les astronautes puissent faire des photographies. Finalement, le module lunaire s'amarre, terminant par là même son rôle dans la mission.
Après l'ouverture de l'écoutille, Scott et Irwin transfèrent les échantillons de roches lunaires du module lunaire dans le vaisseau Apollo. Les astronautes dépressurisent leurs combinaisons spatiales et tentent d'enlever la poussière lunaire qui s'y est incrustée. Ils transfèrent les films photographiques, la nourriture, les réservoirs d'urine et le réservoir d'oxygène de secours OPS (Oxygen Purge System). Ce dernier, destiné à faire face à un problème durant une sortie extravéhiculaire ou dans le module lunaire, sera utilisé par Worden durant sa sortie dans l'espace quelques jours plus tard. Une fois ces transferts terminés, l'équipage passe dans le vaisseau Apollo et referme les deux écoutilles séparant les deux modules pour préparer le largage de ce dernier. Mais la dépressurisation du tunnel situé entre les deux écoutilles ne se passe pas comme prévu. L'équipage détecte une fuite. Les écoutilles sont rouvertes et les joints sont examinés mais l'origine de la fuite n'est pas identifiée. Tout ceci se déroule alors que les esprits à l'agence spatiale américaine sont marqués par l'accident qui s'est produit un mois avant le lancement d'Apollo 15 et qui a couté la vie à l'équipage de Soyouz 11 victime d'une dépressurisation. Les procédures appliquées par la NASA ont été modifiées pour éviter que se produise un problème similaire et les astronautes doivent revêtir leur combinaison spatiale complète avant la séparation des deux modules. Mais lorsque Scott vérifie sa combinaison spatiale, il s'aperçoit que celle-ci n'est pas étanche. Tous ces problèmes sont résolus mais le largage du module lunaire est effectué une orbite plus tard que prévu. Une fois cette manœuvre effectuée, le vaisseau Apollo utilise sa propulsion pour s'écarter du module lunaire. De son côté, le module lunaire met à feu ses moteurs-fusées pour réduire sa vitesse. Il quitte son orbite et va s'écraser sur la Lune. À cause du retard pris au cours de ces manœuvres, il ne touche pas le sol au lieu prévu mais 15 kilomètres plus à l'ouest. L'impact se produit à environ 90 km du lieu d'atterrissage (26° 12′ N, 0° 06′ E) .
L’équipage doit se reposer, mais le retard les pousse à effectuer les vérifications d'usage d’abord. Entre autres, ils doivent retourner dans le SIM qui avait été désactivé pour le rendez-vous en orbite. Avant de dormir, Deke Slayton leur suggère de prendre un somnifère, ce que les astronautes refusent. L'équipe médicale au sol s'inquiétant de l'électrocardiogramme de James Irwin, qui présente un bigéminisme. Le rythme cardiaque de David Scott semble également présenter des extrasystoles. Ils attribuèrent cela à une carence en potassium, liée au stress, au manque de sommeil et à la déshydratation importante (James Irwin ne pouvait utiliser sa poche d'eau pendant les activités extravéhiculaires, sûrement à cause d'un positionnement incorrect). Irwin décéda en 1991 d'une crise cardiaque.
Finalement, trois heures et demie après l'heure prévue, et deux heures après avoir reçu l'ordre de le faire, ils entament leur période de sommeil lors de leur 54e orbite de la Lune. Scott n'avait pas dormi depuis 23 heures, Irwin et Worden depuis 21 heures.

En orbite lunaire après le débarquement sur la Lune
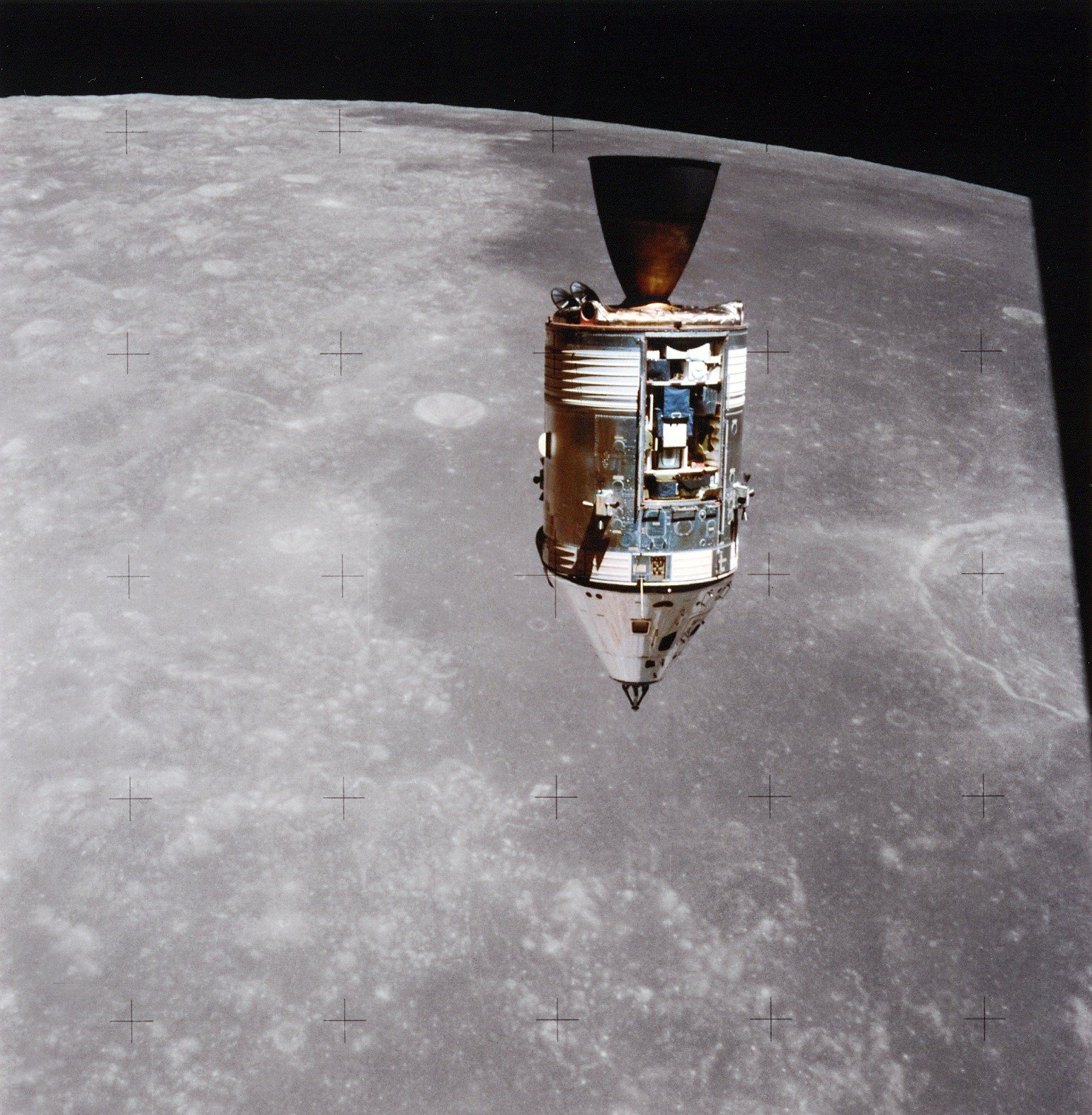
Le vaisseau Apollo photographié depuis le module lunaire lors de la manœuvre de rendez-vous après le décollage de la Lune.
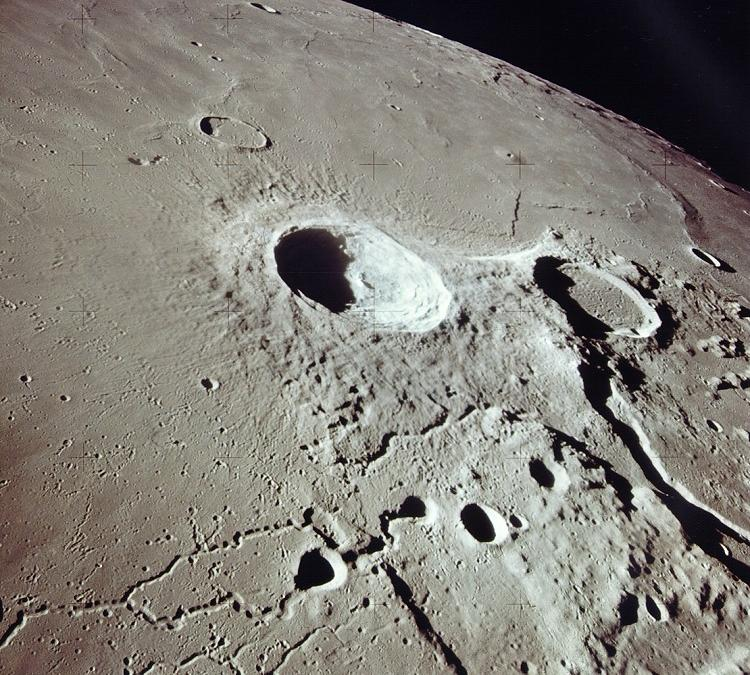
Les cratères Aristarchus (centre) et cratère Hérodote (droite) photographiés après le retour de l'équipage dans le vaisseau.
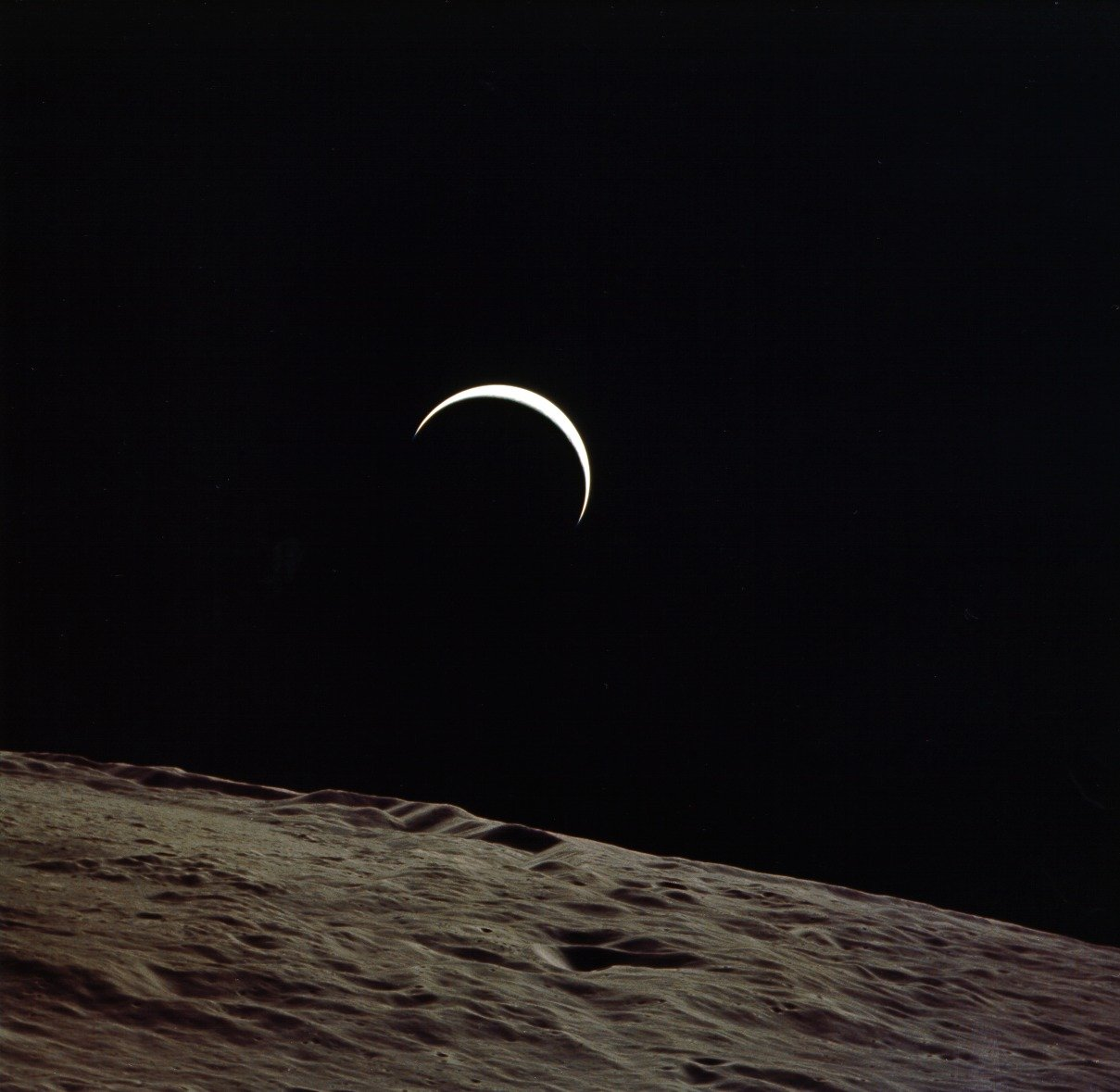
Lever de Terre photographié par l’équipage d’Apollo 15 vers la fin de leur séjour en orbite lunaire.

### Injection sur une trajectoire vers la Terre

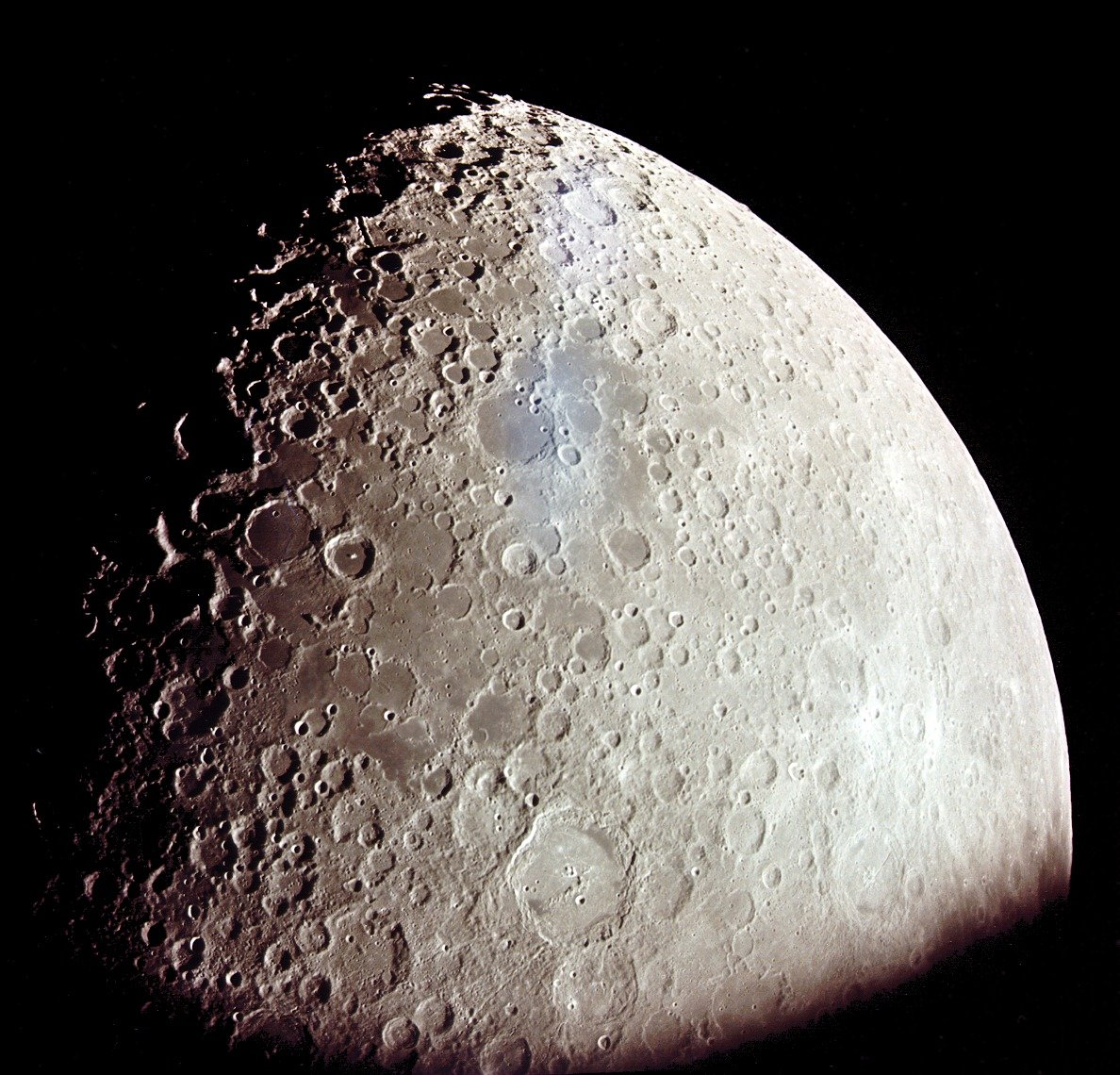
La Lune vue depuis Apollo 15. Mare Australe (centre), Humboldt (cratère) (centre-bas), Vallis Schrödinger et Sikorsky (haut) sont visibles.

Apollo 15 passe son dernier jour en orbite avant l'injection sur une trajectoire qui doit le ramener sur Terre (Trans-Earth Injection, TEI), la dernière poussée du SPS qui les placerait sur la trajectoire de retour. Le centre de contrôle modifia profondément le plan de vol. L'altimètre laser rendit l'âme et fut déclaré cause perdue. L'équipage utilisa le téléobjectif de 250 mm au lieu de l'objectif de 80 mm, et reçu l'ordre d'effectuer un maximum de photographies, pour utiliser la pellicule restante. Parmi leurs objectifs se trouvait la photographie du terminateur, séparant le jour de la nuit sur Terre. Les trois astronautes à bord s'affairèrent de leur mieux, se relayant pour recevoir les instructions du centre de contrôle. Finalement, on leur demanda d'activer la caméra panoramique et de la laisser tourner, son rôle étant par ailleurs rempli.
Lorsque Apollo 15 réapparut de derrière la Lune lors de sa 73e orbite, soit deux révolutions avant la TEI, l'équipage devait se préparer pour le lâcher d'un satellite et le démarrage du propulseur qui les ramènerait sur Terre. Comme l'essentiel des composants du module de commande et de service et du module lunaire, le SPS était constitué de nombreux éléments redondants. Le satellite devait mesurer le champ gravitationnel de la Lune et étudier la magnétosphère lunaire et terrestre. De forme hexagonale, relativement petit (79 cm × 36 cm), pesant 35,6 kg et propulsé par l’énergie solaire récupérée le jour par des panneaux photovoltaïques et stockée pour la nuit par des batteries AgCd. Il possède trois cannes qui se déployèrent après le lâcher, d'une longueur d'environ 1,5 m chacune. Avant de libérer le petit satellite, l'équipage effectue une correction de leur orbite, destinée à laisser le satellite plus longtemps sur place. Ils passèrent donc de leur orbite 121,1 × 96,7 km à une orbite plus large de 140,8 × 100,6 km en 3 secondes. Lâché depuis cette nouvelle position, le satellite devait pouvoir survivre une année. Entamant leur 74e et dernière orbite autour de la Lune, l'équipage plaça le vaisseau à l'altitude correcte et libéra le satellite au moment prévu en faisant sauter deux écrous pyrotechniques et en le séparant par un système de ressorts, pour lui procurer un léger mouvement de rotation. Apollo 15 disparut pour une dernière fois derrière la Lune, et débuta l'injection en activant son SPS pendant 2 minutes et 21 secondes, gagnant 930 m/s.
L'équipage poursuivit ses photographies et plaça le vaisseau en PTC. Lors du onzième jour de la mission dans l'espace, Worden effectua une sortie extravéhiculaire — la première réalisée par le pilote du module de commande depuis celle de Scott pour Apollo 9. Le vaisseau quitta la sphère d'influence lunaire 238 heures 14 minutes et 51 secondes après le lancement. Après avoir éteint et rangé l'équipement du SIM, ils désactivèrent le RCS, situé à côté de celui-ci et dont un allumage accidentel serait dangereux pour Worden. Des dispositifs, placés sur le panneau de contrôle, s'assuraient qu'un pied inattentif n'activait pas un interrupteur par mégarde.
Après avoir vérifié et enfilé leur combinaison, et dépressurisé le vaisseau, ils ouvrirent la chape et y installèrent une caméra pour filmer Worden lors de cette opération. Ce dernier débarrassa le vaisseau de deux sacs de déchets et se déplaça à l'aide de poignées magnétiques jusqu'au SIM. Il récupéra les cassettes des instruments, tout en les vérifiant pour identifier la cause des divers dysfonctionnements observés au cours de la mission. Une vingtaine de minutes après être sorti, Worden rentra dans le module de commande, dont la porte fut refermée et verrouillée. Le SIM fut placé de sorte que le spectromètre de rayons X pointe en direction de Cygnus X-1 et Scorpius X-1.
Le jour suivant, l'équipage effectua encore quelques expériences sur les phosphènes, préparant la liste des instruments qui pourraient les aider à étudier mieux le phénomène, laquelle servira aux ingénieurs pour la conception d'outils dédiés embarqués à partir d'Apollo 16. Une conférence de presse se tint, les capcoms transmettant les questions des journalistes aux astronautes. À la suite de celle-ci, une sixième correction de trajectoire fut finalement jugée inutile et annulée. L'équipage entama sa dernière période de sommeil.

### Amerrissage

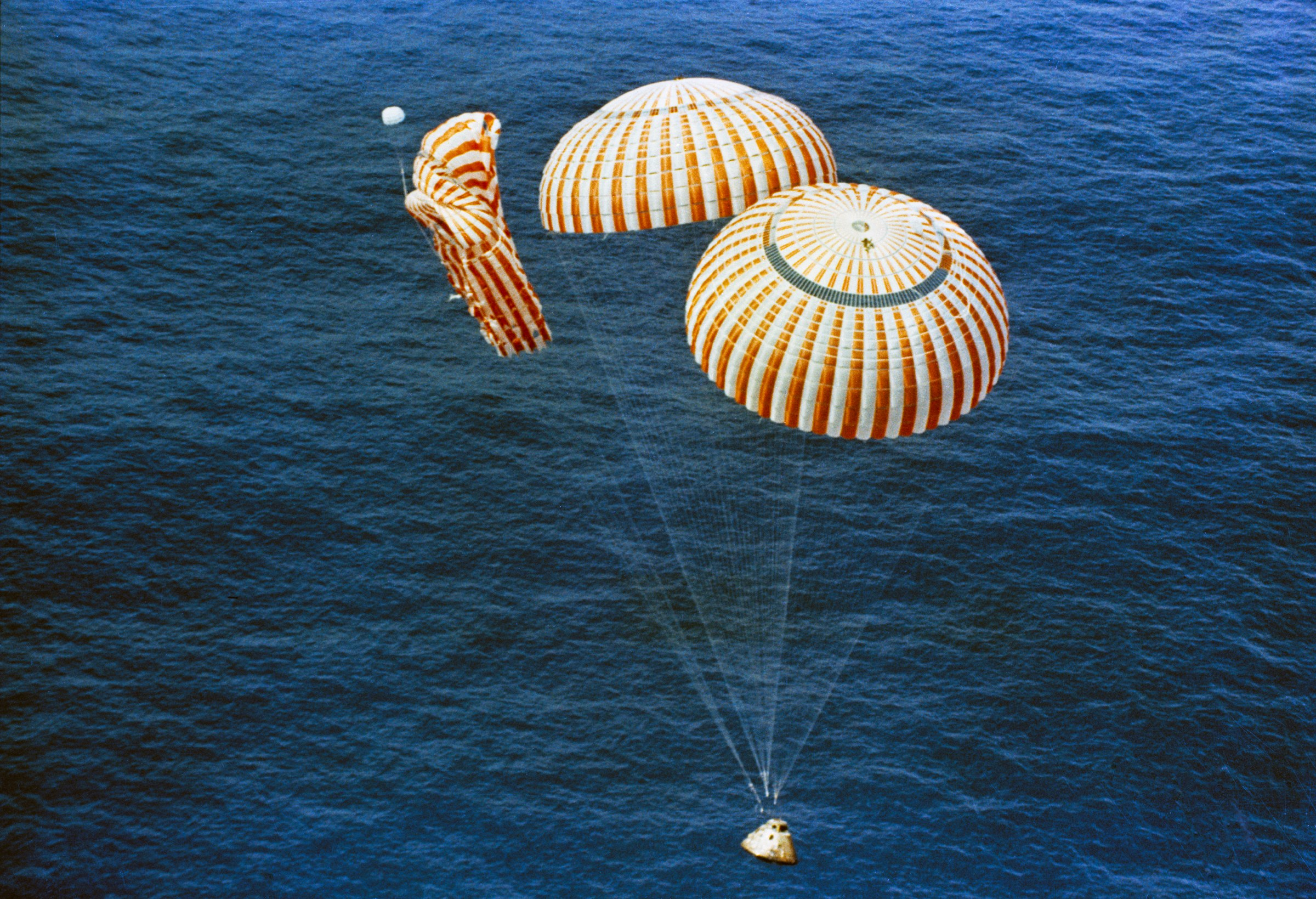
La capsule d’Apollo 15 durant sa descente vers la Terre. Un des trois parachutes ne s'est pas déployé.

À leur réveil, les astronautes éteignirent le SIM, ramenèrent la canne du spectromètre de rayons X et sécurisèrent l'équipement. De même que le reste du module de service, il brûlera lors de la rentrée atmosphérique.
Ils effectuèrent ensuite la dernière correction de trajectoire (MCC-7) en utilisant pendant 21 s le RCS, ralentissant de 1,7 m/s. Leur dernière tâche était alors de se séparer du module de service et d'orienter le vaisseau correctement. Ils activèrent le module radio VHF pour la communication qui suivrait la rentrée. Pour la séparation, une série de systèmes pyrotechniques, déclenchés par un bouton puis relayés automatiquement devait rompre les liens entre les deux vaisseaux. Ensuite, un déclencheur chronométré activait le RCS pour éloigner le module de commande, et les câbles électriques étaient soit débranchés soit coupés par de petites charges explosives. Les derniers liens étaient éliminés par une sorte de petite guillotine. Enfin, un système de ressorts donnait une impulsion au module de service. En entrant dans l'atmosphère, la décélération monta jusqu'à 6 g (59 m/s2), avant de diminuer. À 7 300 m, le sommet du module libéra en explosant un jeu de parachutes temporaires, qui stabilisa et ralentit l'appareil de 500 km/h à 280 km/h. Enfin, une vingtaine de secondes plus tard, les trois parachutes principaux se déployèrent. L’équipe qui ramena l'appareil après l'amerrissage rapporta que seuls deux des trois parachutes avaient fonctionné. Le point d'amerrissage était environ 26° 13′ N, 158° 13′ O, à 530 km au nord de Honolulu (Hawaii) et 9,8 km du navire dédié au rapatriement de la capsule, l'USS Okinawa.
La perte d'un parachute n'entrava pas le fonctionnement de la capsule, celui-ci étant surnuméraire. Les plongeurs de l'USS Okinawa retrouvèrent en quelques minutes les astronautes, qu'ils emmenèrent sur des canots de sauvetage jusqu'au pont du navire. Apollo 15 était la première mission à l'issue de laquelle l'équipage n'était pas mis en quarantaine en cas d'infection par des micro-organismes d'origine lunaire — les missions précédentes ayant confirmé l'absence de toute forme de vie sur la Lune. Il fut emmené à la base de Hickam à Hawaii, d'où un avion les amena à la base aérienne d'Ellington à Houston.
Le module de commande est exposé au National Museum of the United States Air Force à Dayton.

### Scandale du timbre postal d'Apollo 15
L'équipage d'Apollo 15 avait clandestinement emporté sur la Lune des enveloppes timbrées, avec une marque postale spécifique à leur mission, en vue de revendre celles-ci au retour. La découverte de ce trafic fut sanctionnée par l'interdiction de vol des trois astronautes.

## Résultats scientifiques

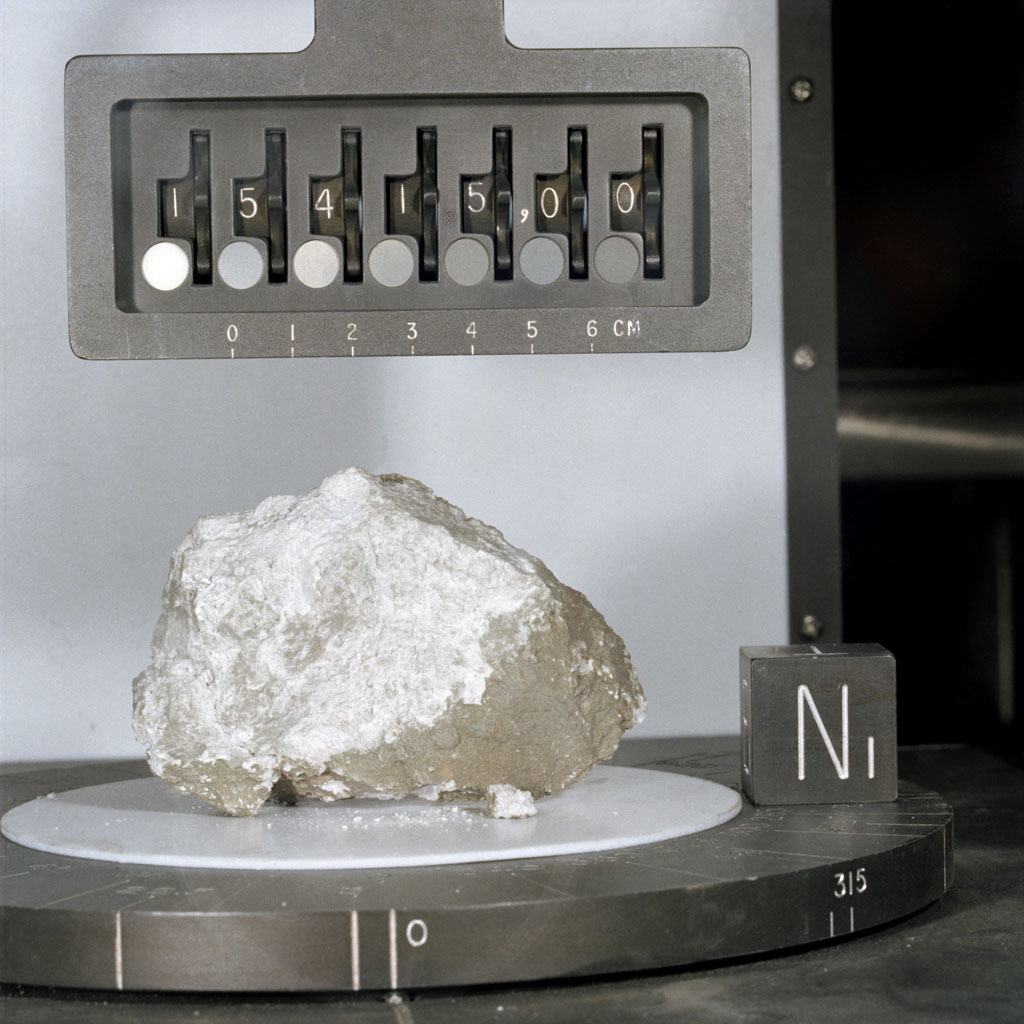
la « roche de la genèse » (Genesis Rock), une des roches lunaires les plus célèbres, dont la formation remonte à 4,1 milliards d'années.

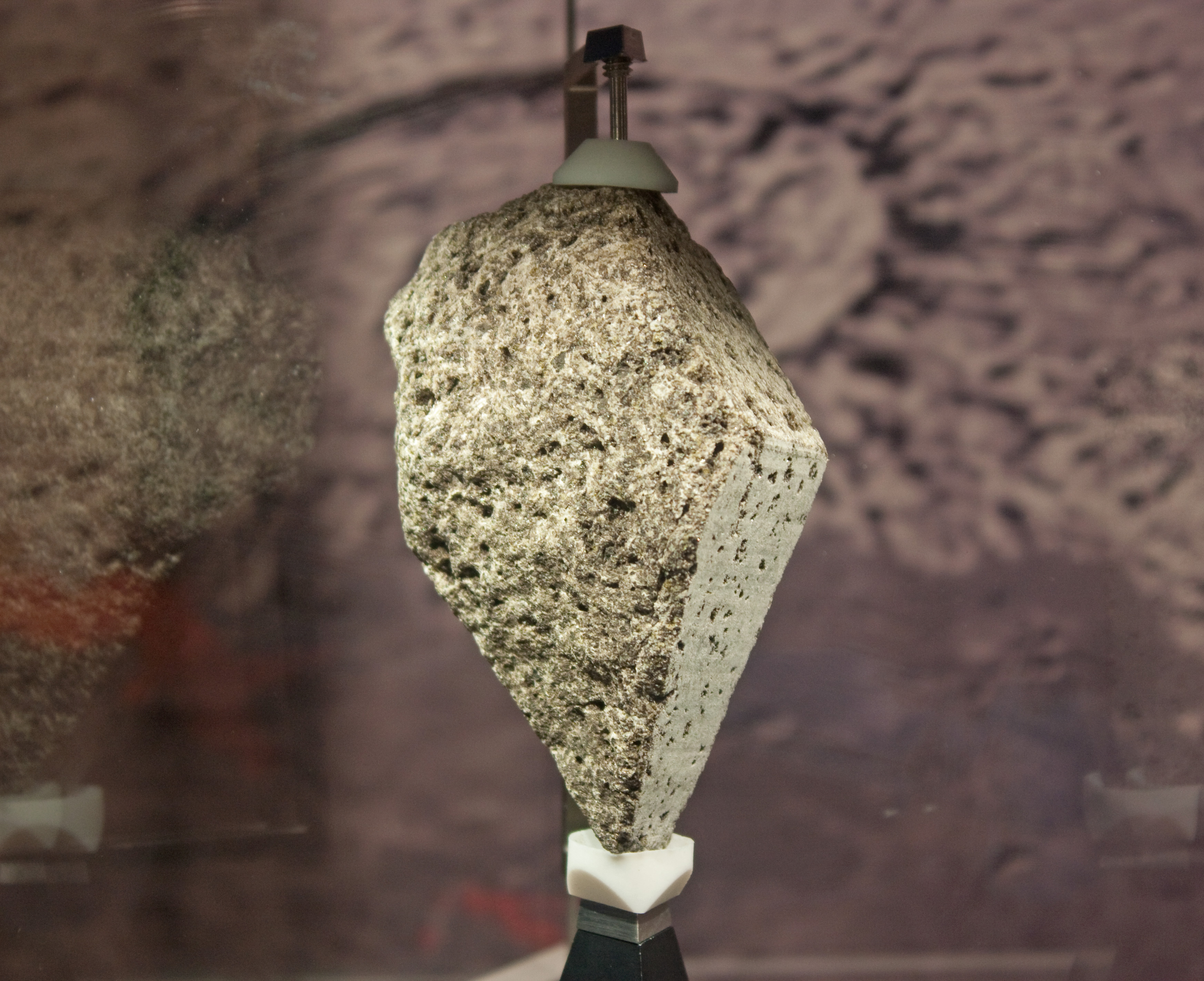
Morceau de basalte à olivine collecté près de la crevasse Hadley.

Les roches lunaires et les observations effectuées par Scott et Irwin ont permis de reconstituer l'histoire géologique de la région et d'identifier le scénario le plus probable parmi ceux proposés.
Le sismomètre intégré à l'ALSEP déposé par l'équipage d'Apollo 15, combiné aux mesures effectuées par les mêmes instruments déposés par Apollo 12 et Apollo 14, a permis, par triangulation, de déterminer avec une plus grande précision l'épicentre des séismes lunaires. Sur la Lune, dépourvue de forces tectoniques, ceux-ci sont très faibles (1 à 2 sur l'échelle de Richter). Malgré cela, les données n'ont pas permis de trancher entre deux scénarios : une transition brutale entre la croûte et le manteau à 55 kilomètres de profondeur ou progressive entre 25 et 70 kilomètres. La forme des ondes sismiques suggère que le manteau n'est pas complètement solidifié, mais les parties encore liquides se présentent sans doute sous forme de poches.
Avant la mission Apollo 15, la valeur du flux de chaleur produit par la Lune, résultant à la fois des isotopes radioactifs et des poches de magma liquide encore présentes à l'intérieur de la Lune, était évalué à partir de mesures effectuées à distance à une fourchette de 1–5 × 10−6 watts/cm2. Les mesures réalisées par les sondes placées par Scott et Irwin ont fourni une valeur de 3 × 10−6 watts/cm2 (avec une précision de 20 %). Cette mesure conforme aux estimations précédentes implique, si elle est représentative, que la croûte devrait être soumise encore aujourd'hui à des soulèvements isostatiques du fait de la chaleur dégagée par l'intérieur de la Lune. Or rien de tel n'est constaté. Il reviendra aux instruments installés par les missions suivantes de tenter de trouver une explication.

## Chronologie de la mission

### Insigne de la mission

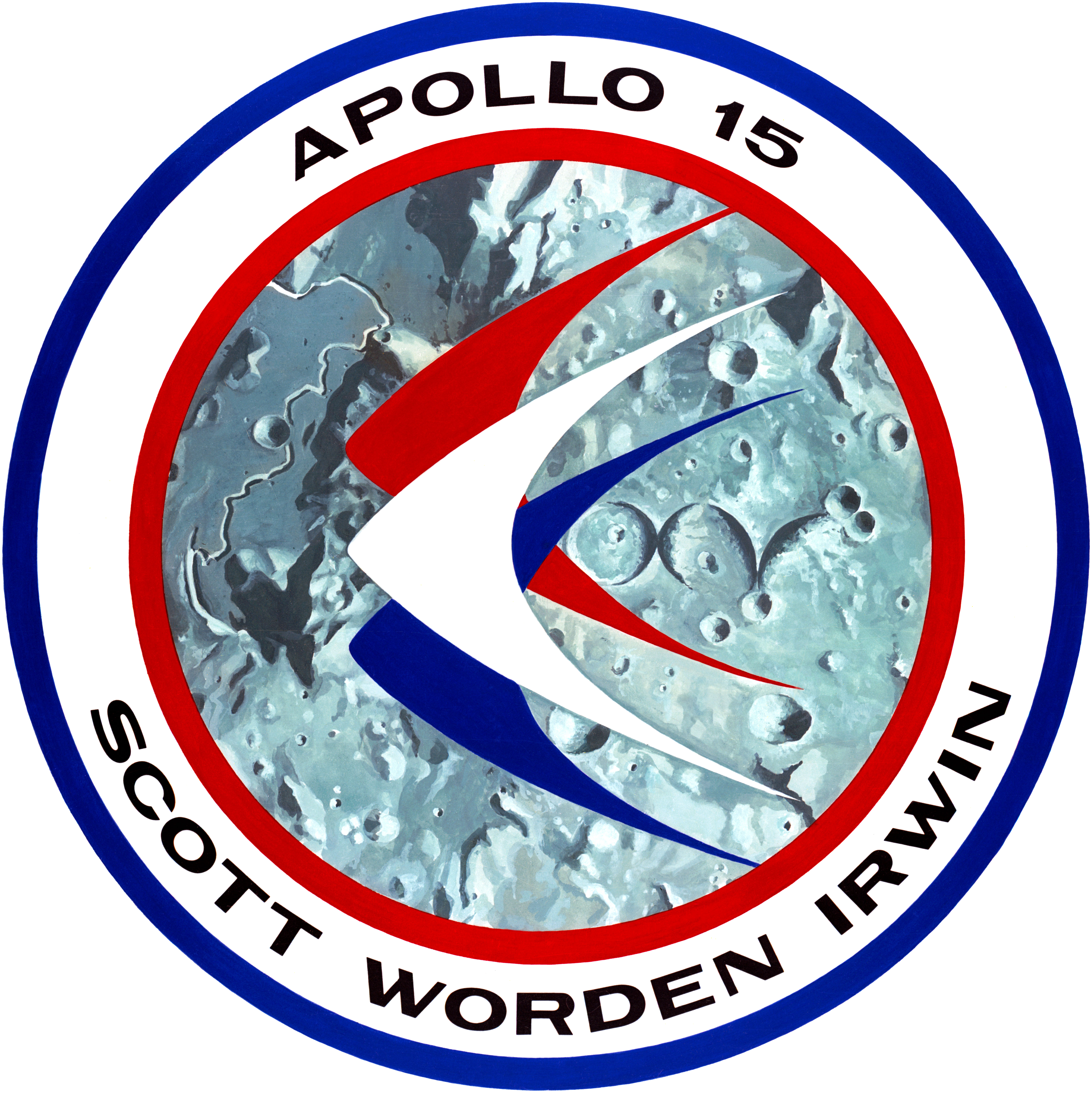
L'écusson de la mission Apollo 15.

L'insigne de la mission, circulaire, présente des oiseaux stylisés bleus, blancs et rouges, survolant Rima Hadley. Ils sont immédiatement suivis de deux cratères formant les chiffres romains « XV ». L'ensemble est ceinturé de rouge et de blanc, où on peut lire « APOLLO 15 » ainsi que le nom des astronautes. L'insigne porte un liseré bleu.
L'idée originale du dessin de l'insigne est due au dessinateur de mode Emilio Pucci, qui suggéra le motif avec les trois oiseaux. L'équipage modifia les couleurs originales (bleu et vert) pour se rapprocher de celles du drapeau américain.